# Élections départementales de 2015 dans le Nord
Les élections départementales ont lieu les 22 et 29 mars 2015.

## Contexte départemental
L'impopularité du gouvernement socialiste inquiète l'état-major socialiste ainsi que ses alliés communistes et écologistes dans le Nord qui craignent que le département ne passe à droite à l'issue des élections. De nombreuses communes ont été remportées par la droite lors des municipales 2014. De plus, le FN est rentré dans de nombreux conseils municipaux et a terminé en tête dans le département lors des dernières Européennes 

### Assemblée départementale sortante
Avant les élections, le conseil général du Nord est présidé par Didier Manier (PS). Il comprend 79 conseillers généraux issus des 79 cantons du Nord. Après le redécoupage cantonal de 2014, ce sont 82 conseillers départementaux qui seront élus au sein des 41 nouveaux cantons du Nord.
| Parti                                | Sigle | Sigle | Élus |
| ------------------------------------ | ----- | ----- | ---- |
| Majorité (54 sièges)                 |       |       |      |
| Parti Socialiste                     |       | PS    | 39   |
| Parti Communiste Français            |       | PCF   | 14   |
| Divers gauche                        |       | DVG   | 1    |
| Opposition (25 sièges)               |       |       |      |
| Union pour un mouvement populaire    |       | UMP   | 11   |
| Divers droite                        |       | DVD   | 9    |
| Union des démocrates et indépendants |       | UDI   | 5    |
| Président du conseil général         |       |       |      |
| Didier Manier (PS)                   |       |       |      |

### Assemblée départementale élue
| Parti                                | Sigle | Sigle | Élus |
| ------------------------------------ | ----- | ----- | ---- |
| Majorité (52 sièges)                 |       |       |      |
| Union pour un mouvement populaire    |       | UMP   | 25   |
| Divers droite                        |       | DVD   | 15   |
| Union des démocrates et indépendants |       | UDI   | 11   |
| Debout la France                     |       | DLF   | 1    |
| Opposition (30 sièges)               |       |       |      |
| Parti Socialiste                     |       | PS    | 16   |
| Parti Communiste Français            |       | PCF   | 10   |
| Divers gauche                        |       | DVG   | 2    |
| Parti radical de gauche              |       | PRG   | 1    |
| Mouvement républicain et citoyen     |       | MRC   | 1    |
| Président du conseil départemental   |       |       |      |
| Jean-René Lecerf (UMP)               |       |       |      |

## Résultats à l'échelle du département

### Résultats par nuances du ministère de l'Intérieur
Les nuances utilisées par le ministère de l'Intérieur ne tiennent pas compte des alliances locales.
|             | PS                 | 155 253   | 19,33  | 89 936    | 12,10  | 16 |  |  |
|             | FG                 | 56 199    | 7,00   | 29 776    | 4,01   | 6  |  |  |
|             | DVG                | 24 253    | 3,02   | 10 792    | 1,45   | 2  |  |  |
|             | EÉLV               | 20 035    | 2,49   |           |        |    |  |  |
|             | Union de la gauche | 16 209    | 2,02   | 21 770    | 2,93   | 4  |  |  |
|             | PCF                | 15 861    | 1,97   | 9 024     | 1,21   | 2  |  |  |
|             | Gauche             | 287 810   | 35,83  | 161 298   | 21,7   | 30 |  |  |
|             |                    |           |        |           |        |    |  |  |
|             | Union de la droite | 244 500   | 30,44  | 302 302   | 40,69  | 50 |  |  |
|             | DVD                | 11 827    | 1,47   | 6 828     | 0,92   | 2  |  |  |
|             | DLF                | 1 822     | 0,23   |           |        |    |  |  |
|             | Droite             | 258 149   | 32,14  | 309 130   | 41,61  | 52 |  |  |
|             |                    |           |        |           |        |    |  |  |
|             | FN                 | 255 830   | 31,85  | 272 589   | 36,69  | 0  |  |  |
|             |                    |           |        |           |        |    |  |  |
| Inscrits    | Inscrits           | 1 794 274 | 100,00 | 1 741 154 | 100,00 |    |  |  |
| Abstentions | Abstentions        | 954 388   | 53,19  | 932 395   | 53,55  |    |  |  |
| Votants     | Votants            | 839 886   | 46,81  | 808 759   | 46,45  |    |  |  |
| Blancs      | Blancs             | 25 345    | 3,02   | 45 554    | 2,62   |    |  |  |
| Nuls        | Nuls               | 11 252    | 1,34   | 20 188    | 1,16   |    |  |  |
| Exprimés    | Exprimés           | 803 289   | 95,64  | 743 017   | 91,87  |    |  |  |

### Résultats par canton
| Canton                           | Conseiller sortant              | Parti                    | Parti       | Conseiller élu                  | Parti           | Parti           |
| -------------------------------- | ------------------------------- | ------------------------ | ----------- | ------------------------------- | --------------- | --------------- |
| Aniche                           | Canton créé                     | Canton créé              | Canton créé | Charles Beauchamp               |                 | PCF             |
| Aniche                           | Canton créé                     | Canton créé              | Canton créé | Maryline Lucas                  |                 | PCF             |
| Annœullin                        | Canton créé                     | Canton créé              | Canton créé | Marie Cieters                   |                 | UMP             |
| Annœullin                        | Canton créé                     | Canton créé              | Canton créé | Philippe Waymel                 |                 | UMP             |
| Anzin                            | Jacques Marissiaux              |                          | PS          | Sylvia Duhamel                  |                 | DVD             |
| Anzin                            | Jacques Marissiaux              | André Lenquette          | PS          |                                 | DVD             |                 |
| Arleux                           | Charles Beauchamp               |                          | PCF         | Canton supprimé                 | Canton supprimé | Canton supprimé |
| Armentières                      | Bernard Haesebroeck             |                          | PS          | Carole Borie                    |                 | UMP             |
| Armentières                      | Bernard Haesebroeck             | Michel Plouy             | PS          |                                 | UMP             |                 |
| Aulnoye-Aymeries                 | Canton créé                     | Canton créé              | Canton créé | Bernard Baudoux                 |                 | PCF             |
| Aulnoye-Aymeries                 | Canton créé                     | Canton créé              | Canton créé | Marie-Aline Bréda               |                 | PCF             |
| Aulnoy-lez-Valenciennes          | Canton créé                     | Canton créé              | Canton créé | Isabelle Choain                 |                 | PCF             |
| Aulnoy-lez-Valenciennes          | Canton créé                     | Canton créé              | Canton créé | Jean-Claude Dulieu              |                 | PCF             |
| Avesnes-sur-Helpe-Nord           | Alain Poyart*                   |                          | UMP         | Canton supprimé                 | Canton supprimé | Canton supprimé |
| Avesnes-sur-Helpe-Sud            | Jean-Jacques Anceau             |                          | PS          | Canton supprimé                 | Canton supprimé | Canton supprimé |
| Avesnes-sur-Helpe                | Canton créé                     | Canton créé              | Canton créé | Marie-Annick Dezitter           |                 | UMP             |
| Avesnes-sur-Helpe                | Canton créé                     | Canton créé              | Canton créé | Joël Wilmotte                   |                 | UMP             |
| Bailleul-Nord-Est                | Michel Vandevoorde*             |                          | PS          | Canton supprimé                 | Canton supprimé | Canton supprimé |
| Bailleul-Sud-Ouest               | Michel Gilloen*                 |                          | PS          | Canton supprimé                 | Canton supprimé | Canton supprimé |
| Bailleul                         | Canton créé                     | Canton créé              | Canton créé | Béatrice Descamps               |                 | UMP             |
| Bailleul                         | Canton créé                     | Canton créé              | Canton créé | Jean-Marc Gosset                |                 | UDI             |
| La Bassée                        | Philippe Waymel                 |                          | UMP         | Canton supprimé                 | Canton supprimé | Canton supprimé |
| Bavay                            | Jean Jarosz*                    |                          | PCF         | Canton supprimé                 | Canton supprimé | Canton supprimé |
| Bergues                          | André Figoureux*                |                          | UMP         | Canton supprimé                 | Canton supprimé | Canton supprimé |
| Berlaimont                       | Bernard Baudoux                 |                          | PCF         | Canton supprimé                 | Canton supprimé | Canton supprimé |
| Bouchain                         | Albert Després*                 |                          | PCF         | Canton supprimé                 | Canton supprimé | Canton supprimé |
| Bourbourg                        | Jean-Pierre Decool*             |                          | DVD         | Canton supprimé                 | Canton supprimé | Canton supprimé |
| Cambrai-Est                      | Nicolas Siegler                 |                          | DVD         | Canton supprimé                 | Canton supprimé | Canton supprimé |
| Cambrai-Ouest                    | Sylvie Labadens                 |                          | DVD         | Canton supprimé                 | Canton supprimé | Canton supprimé |
| Cambrai                          | Canton créé                     | Canton créé              | Canton créé | Sylvie Labadens                 |                 | DVD             |
| Cambrai                          | Canton créé                     | Canton créé              | Canton créé | Nicolas Siegler                 |                 | DLF             |
| Carnières                        | Delphine Bataille               |                          | PS          | Canton supprimé                 | Canton supprimé | Canton supprimé |
| Cassel                           | Stéphane Dieusaert*             |                          | UMP         | Canton supprimé                 | Canton supprimé | Canton supprimé |
| Le Cateau-Cambrésis              | Laurent Coulon                  |                          | PS          | Sylvie Clerc                    |                 | DVD             |
| Le Cateau-Cambrésis              | Laurent Coulon                  | Didier Drieux            | PS          |                                 | DVD             |                 |
| Caudry                           | Canton créé                     | Canton créé              | Canton créé | Guy Bricout                     |                 | DVD             |
| Caudry                           | Canton créé                     | Canton créé              | Canton créé | Anne-Sophie Lécuyer             |                 | DVD             |
| Clary                            | Guy Bricout                     |                          | DVD         | Canton supprimé                 | Canton supprimé | Canton supprimé |
| Condé-sur-l'Escaut               | Serge Van Der Hoeven*           |                          | PCF         | Canton supprimé                 | Canton supprimé | Canton supprimé |
| Coudekerque-Branche              | Joël Carbon*                    |                          | PS          | Isabelle Bulté                  |                 | PS              |
| Coudekerque-Branche              | Joël Carbon*                    | Benoît Vandewalle        | PS          |                                 | MRC             |                 |
| Croix                            | Canton créé                     | Canton créé              | Canton créé | Régis Cauche                    |                 | UMP             |
| Croix                            | Canton créé                     | Canton créé              | Canton créé | Barbara Coevoet                 |                 | DVD             |
| Cysoing                          | Luc Monnet                      |                          | UMP         | Canton supprimé                 | Canton supprimé | Canton supprimé |
| Denain                           | Michel Lefebvre                 |                          | PCF         | Michel Lefebvre                 |                 | PCF             |
| Denain                           | Michel Lefebvre                 | Isabelle Zawieja-Denizon | PCF         |                                 | PCF             |                 |
| Douai-Nord                       | Jacques Michon*                 |                          | PCF         | Canton supprimé                 | Canton supprimé | Canton supprimé |
| Douai-Nord-Est                   | Erick Charton                   |                          | PS          | Canton supprimé                 | Canton supprimé | Canton supprimé |
| Douai-Sud                        | Alain Bruneel                   |                          | PCF         | Canton supprimé                 | Canton supprimé | Canton supprimé |
| Douai-Sud-Ouest                  | Christian Poiret                |                          | DVD         | Canton supprimé                 | Canton supprimé | Canton supprimé |
| Douai                            | Canton créé                     | Canton créé              | Canton créé | Christian Poiret                |                 | DVD             |
| Douai                            | Canton créé                     | Canton créé              | Canton créé | Caroline Sanchez                |                 | DVD             |
| Dunkerque-Est                    | Alain Vanwaefelghem             |                          | PS          | Canton supprimé                 | Canton supprimé | Canton supprimé |
| Dunkerque-Ouest                  | Marie Fabre*                    |                          | PS          | Canton supprimé                 | Canton supprimé | Canton supprimé |
| Dunkerque-1                      | Canton créé                     | Canton créé              | Canton créé | Roméo Ragazzo                   |                 | PS              |
| Dunkerque-1                      | Canton créé                     | Canton créé              | Canton créé | Virginie Varlet                 |                 | PS              |
| Dunkerque-2                      | Canton créé                     | Canton créé              | Canton créé | Martine Arlabosse               |                 | UDI             |
| Dunkerque-2                      | Canton créé                     | Canton créé              | Canton créé | Paul Christophe                 |                 | DVD             |
| Faches-Thumesnil                 | Canton créé                     | Canton créé              | Canton créé | Annie Leys                      |                 | UMP             |
| Faches-Thumesnil                 | Canton créé                     | Canton créé              | Canton créé | Dany Wattebled                  |                 | UDI             |
| Fourmies                         | Canton créé                     | Canton créé              | Canton créé | Carole Devos                    |                 | DVD             |
| Fourmies                         | Canton créé                     | Canton créé              | Canton créé | Mickaël Hiraux                  |                 | UMP             |
| Grande-Synthe                    | Roméo Ragazzo                   |                          | PS          | Isabelle Fernandez              |                 | PRG             |
| Grande-Synthe                    | Roméo Ragazzo                   | Bertrand Ringot          | PS          |                                 | PS              |                 |
| Gravelines                       | Bertrand Ringot                 |                          | PS          | Canton supprimé                 | Canton supprimé | Canton supprimé |
| Haubourdin                       | Daniel Rondelaere*              |                          | PS          | Canton supprimé                 | Canton supprimé | Canton supprimé |
| Hautmont                         | Joël Wilmotte                   |                          | UMP         | Canton supprimé                 | Canton supprimé | Canton supprimé |
| Hazebrouck-Nord                  | Stéphanie Bodèle                |                          | PS          | Canton supprimé                 | Canton supprimé | Canton supprimé |
| Hazebrouck-Sud                   | Françoise Polnecq               |                          | PS          | Canton supprimé                 | Canton supprimé | Canton supprimé |
| Hazebrouck                       | Canton créé                     | Canton créé              | Canton créé | Catherine Depelchin             |                 | UDI             |
| Hazebrouck                       | Canton créé                     | Canton créé              | Canton créé | Bruno Ficheux                   |                 | UDI             |
| Hondschoote                      | Jean Schepman*                  |                          | PS          | Canton supprimé                 | Canton supprimé | Canton supprimé |
| Lambersart                       | Canton créé                     | Canton créé              | Canton créé | Brigitte Astruc                 |                 | UMP             |
| Lambersart                       | Canton créé                     | Canton créé              | Canton créé | Jacques Houssin                 |                 | UMP             |
| Landrecies                       | Bernard Delva*                  |                          | DVD         | Canton supprimé                 | Canton supprimé | Canton supprimé |
| Lannoy                           | Joëlle Cottenye                 |                          | UDI         | Canton supprimé                 | Canton supprimé | Canton supprimé |
| Lille-Centre                     | Martine Filleul                 |                          | PS          | Canton supprimé                 | Canton supprimé | Canton supprimé |
| Lille-Est                        | Frédéric Marchand               |                          | PS          | Canton supprimé                 | Canton supprimé | Canton supprimé |
| Lille-Nord                       | Jean-Claude Debus*              |                          | UMP         | Canton supprimé                 | Canton supprimé | Canton supprimé |
| Lille-Nord-Est                   | Alexandra Lechner               |                          | PS          | Canton supprimé                 | Canton supprimé | Canton supprimé |
| Lille-Ouest                      | Olivier Henno                   |                          | UDI         | Canton supprimé                 | Canton supprimé | Canton supprimé |
| Lille-Sud                        | Marie-Christine Staniec-Wavrant |                          | PS          | Canton supprimé                 | Canton supprimé | Canton supprimé |
| Lille-Sud-Est                    | Marc Godefroy                   |                          | PS          | Canton supprimé                 | Canton supprimé | Canton supprimé |
| Lille-Sud-Ouest                  | Patrick Kanner                  |                          | PS          | Canton supprimé                 | Canton supprimé | Canton supprimé |
| Lille-1                          | Canton créé                     | Canton créé              | Canton créé | Marguerite Chassaing            |                 | UMP             |
| Lille-1                          | Canton créé                     | Canton créé              | Canton créé | Olivier Henno                   |                 | UDI             |
| Lille-2                          | Canton créé                     | Canton créé              | Canton créé | Isabelle Frémaux                |                 | UMP             |
| Lille-2                          | Canton créé                     | Canton créé              | Canton créé | Jean-René Lecerf                |                 | UMP             |
| Lille-3                          | Canton créé                     | Canton créé              | Canton créé | Alexandra Lechner               |                 | PS              |
| Lille-3                          | Canton créé                     | Canton créé              | Canton créé | Frédéric Marchand               |                 | PS              |
| Lille-4                          | Canton créé                     | Canton créé              | Canton créé | Martine Filleul                 |                 | PS              |
| Lille-4                          | Canton créé                     | Canton créé              | Canton créé | Marc Godefroy                   |                 | PS              |
| Lille-5                          | Canton créé                     | Canton créé              | Canton créé | Patrick Kanner                  |                 | PS              |
| Lille-5                          | Canton créé                     | Canton créé              | Canton créé | Marie-Christine Staniec-Wavrant |                 | PS              |
| Lille-6                          | Canton créé                     | Canton créé              | Canton créé | Élisabeth Masquelier            |                 | PS              |
| Lille-6                          | Canton créé                     | Canton créé              | Canton créé | Roger Vicot                     |                 | PS              |
| Lomme                            | Roger Vicot                     |                          | PS          | Canton supprimé                 | Canton supprimé | Canton supprimé |
| Marchiennes                      | Jean-Claude Quennesson*         |                          | PCF         | Canton supprimé                 | Canton supprimé | Canton supprimé |
| Marcoing                         | Didier Drieux                   |                          | DVD         | Canton supprimé                 | Canton supprimé | Canton supprimé |
| Marcq-en-Barœul                  | Isabelle Frémaux                |                          | UMP         | Canton supprimé                 | Canton supprimé | Canton supprimé |
| Marly                            | Canton créé                     | Canton créé              | Canton créé | Béatrice Descamps               |                 | UDI             |
| Marly                            | Canton créé                     | Canton créé              | Canton créé | Jean-Noël Verfaillie            |                 | UDI             |
| Maubeuge-Nord                    | Nathalie Montfort               |                          | PS          | Canton supprimé                 | Canton supprimé | Canton supprimé |
| Maubeuge-Sud                     | Philippe Dronsart               |                          | PS          | Canton supprimé                 | Canton supprimé | Canton supprimé |
| Maubeuge                         | Canton créé                     | Canton créé              | Canton créé | Arnaud Decagny                  |                 | UDI             |
| Maubeuge                         | Canton créé                     | Canton créé              | Canton créé | Françoise del Piero             |                 | UMP             |
| Merville                         | Jacques Parent                  |                          | PS          | Canton supprimé                 | Canton supprimé | Canton supprimé |
| Orchies                          | Jean-Luc Detavernier            |                          | DVD         | Jean-Luc Detavernier            |                 | DVD             |
| Orchies                          | Jean-Luc Detavernier            | Marie-Hélène Quatrebœufs | DVD         |                                 | UMP             |                 |
| Pont-à-Marcq                     | Jean-Marie Ruant                |                          | PS          | Canton supprimé                 | Canton supprimé | Canton supprimé |
| Le Quesnoy-Est                   | Michel Manesse*                 |                          | PS          | Canton supprimé                 | Canton supprimé | Canton supprimé |
| Le Quesnoy-Ouest                 | René Locoche*                   |                          | DVD         | Canton supprimé                 | Canton supprimé | Canton supprimé |
| Quesnoy-sur-Deûle                | Jacques Houssin                 |                          | UMP         | Canton supprimé                 | Canton supprimé | Canton supprimé |
| Roubaix-Centre                   | Renaud Tardy                    |                          | PS          | Canton supprimé                 | Canton supprimé | Canton supprimé |
| Roubaix-Est                      | Mehdi Massrour*                 |                          | PS          | Canton supprimé                 | Canton supprimé | Canton supprimé |
| Roubaix-Nord                     | Alain Faugaret*                 |                          | PS          | Canton supprimé                 | Canton supprimé | Canton supprimé |
| Roubaix-Ouest                    | Bernard Hanicotte*              |                          | UDI         | Canton supprimé                 | Canton supprimé | Canton supprimé |
| Roubaix-1                        | Canton créé                     | Canton créé              | Canton créé | Max-André Pick                  |                 | UMP             |
| Roubaix-1                        | Canton créé                     | Canton créé              | Canton créé | Karima Zouggagh                 |                 | UDI             |
| Roubaix-2                        | Canton créé                     | Canton créé              | Canton créé | Henri Gadaut                    |                 | PS              |
| Roubaix-2                        | Canton créé                     | Canton créé              | Canton créé | Catherine Osson                 |                 | PS              |
| Saint-Amand-les-Eaux-Rive droite | Aymeric Robin                   |                          | PCF         | Canton supprimé                 | Canton supprimé | Canton supprimé |
| Saint-Amand-les-Eaux-Rive gauche | Éric Renaud                     |                          | PCF         | Canton supprimé                 | Canton supprimé | Canton supprimé |
| Saint-Amand-les-Eaux             | Canton créé                     | Canton créé              | Canton créé | Claudine Derœux                 |                 | PCF             |
| Saint-Amand-les-Eaux             | Canton créé                     | Canton créé              | Canton créé | Éric Renaud                     |                 | PCF             |
| Seclin-Nord                      | Dany Wattebled                  |                          | UDI         | Canton supprimé                 | Canton supprimé | Canton supprimé |
| Seclin-Sud                       | Gérard Boussemart*              |                          | PS          | Canton supprimé                 | Canton supprimé | Canton supprimé |
| Sin-le-Noble                     | Canton créé                     | Canton créé              | Canton créé | Josyane Bridoux                 |                 | DVG             |
| Sin-le-Noble                     | Canton créé                     | Canton créé              | Canton créé | Frédéric Delannoy               |                 | PS              |
| Solesmes                         | Georges Flamengt                |                          | PS          | Canton supprimé                 | Canton supprimé | Canton supprimé |
| Solre-le-Château                 | Philippe Léty*                  |                          | PS          | Canton supprimé                 | Canton supprimé | Canton supprimé |
| Steenvoorde                      | Jean-Marc Gosset                |                          | UDI         | Canton supprimé                 | Canton supprimé | Canton supprimé |
| Templeuve                        | Canton créé                     | Canton créé              | Canton créé | Joëlle Cottenye                 |                 | UDI             |
| Templeuve                        | Canton créé                     | Canton créé              | Canton créé | Luc Monnet                      |                 | UMP             |
| Tourcoing-Nord                   | Marie Deroo*                    |                          | PS          | Canton supprimé                 | Canton supprimé | Canton supprimé |
| Tourcoing-Nord-Est               | Vincent Lannoo                  |                          | PS          | Canton supprimé                 | Canton supprimé | Canton supprimé |
| Tourcoing-Sud                    | Brigitte Lherbier*              |                          | UMP         | Canton supprimé                 | Canton supprimé | Canton supprimé |
| Tourcoing-1                      | Canton créé                     | Canton créé              | Canton créé | Gustave Dassonville             |                 | UMP             |
| Tourcoing-1                      | Canton créé                     | Canton créé              | Canton créé | Marie Tonnerre-Desmet           |                 | UMP             |
| Tourcoing-2                      | Canton créé                     | Canton créé              | Canton créé | Doriane Bécue                   |                 | UMP             |
| Tourcoing-2                      | Canton créé                     | Canton créé              | Canton créé | Maxime Cabaye                   |                 | UMP             |
| Trélon                           | Jean-Luc Pérat                  |                          | PS          | Canton supprimé                 | Canton supprimé | Canton supprimé |
| Valenciennes-Est                 | Fabien Thiémé                   |                          | PCF         | Canton supprimé                 | Canton supprimé | Canton supprimé |
| Valenciennes-Nord                | Jean-Claude Dulieu              |                          | PCF         | Canton supprimé                 | Canton supprimé | Canton supprimé |
| Valenciennes-Sud                 | Norbert Jessus*                 |                          | PCF         | Canton supprimé                 | Canton supprimé | Canton supprimé |
| Valenciennes                     | Canton créé                     | Canton créé              | Canton créé | Yves Dusart                     |                 | UMP             |
| Valenciennes                     | Canton créé                     | Canton créé              | Canton créé | Geneviève Mannarino             |                 | UDI             |
| Villeneuve-d'Ascq-Nord           | Didier Manier                   |                          | PS          | Canton supprimé                 | Canton supprimé | Canton supprimé |
| Villeneuve-d'Ascq-Sud            | Monique Lempereur*              |                          | DVG         | Canton supprimé                 | Canton supprimé | Canton supprimé |
| Villeneuve-d'Ascq                | Canton créé                     | Canton créé              | Canton créé | Didier Manier                   |                 | PS              |
| Villeneuve-d'Ascq                | Canton créé                     | Canton créé              | Canton créé | Françoise Martin                |                 | DVG             |
| Wormhout                         | Patrick Valois                  |                          | DVD         | Patrick Valois                  |                 | DVD             |
| Wormhout                         | Patrick Valois                  | Anne Vanpeene            | DVD         |                                 | DVD             |                 |

*Conseillers généraux sortants ne se représentant pas

## Résultats par canton

### Canton d'Aniche
Canton créé
| Candidats            | Candidats             | Partis      | Partis      | Premier tour | Premier tour | Second tour | Second tour |
| Candidats            | Candidats             | Partis      | Partis      | Voix         | %            | Voix        | %           |
| -------------------- | --------------------- | ----------- | ----------- | ------------ | ------------ | ----------- | ----------- |
| 1                    | Christelle Delepierre |             | DVD         | 3 732        | 19,05        |             |             |
| 1                    | Marc Hemez            |             | UMP         | 3 732        | 19,05        |             |             |
| 2                    | Charles Beauchamp*    |             | PCF         | 5 788        | 29,54        | 10 290      | 54,48       |
| 2                    | Maryline Lucas        |             | PCF         | 5 788        | 29,54        | 10 290      | 54,48       |
| 3                    | Guy Cannie            |             | FN          | 7 329        | 37,40        | 8 598       | 45,52       |
| 3                    | Dany Wattebled        |             | FN          | 7 329        | 37,40        | 8 598       | 45,52       |
| 4                    | Annie Far             |             | PS          | 2 745        | 14,01        |             |             |
| 4                    | Jean-Michel Szatny    |             | PS          | 2 745        | 14,01        |             |             |
|                      |                       |             |             |              |              |             |             |
| Inscrits             | Inscrits              | Inscrits    | Inscrits    | 42 836       | 100,00       | 42 836      | 100,00      |
| Abstentions          | Abstentions           | Abstentions | Abstentions | 22 287       | 52,03        | 22 288      | 52,03       |
| Votants              | Votants               | Votants     | Votants     | 20 549       | 47,97        | 20 548      | 47,97       |
| Blancs               | Blancs                | Blancs      | Blancs      | 717          | 3,49         | 1 216       | 5,92        |
| Nuls                 | Nuls                  | Nuls        | Nuls        | 238          | 1,16         | 444         | 2,16        |
| Exprimés             | Exprimés              | Exprimés    | Exprimés    | 19 594       | 95,35        | 18 888      | 91,92       |
| * conseiller sortant |                       |             |             |              |              |             |             |

### Canton d'Annœullin
Canton créé
| Candidats            | Candidats             | Partis      | Partis      | Premier tour | Premier tour | Second tour | Second tour |
| Candidats            | Candidats             | Partis      | Partis      | Voix         | %            | Voix        | %           |
| -------------------- | --------------------- | ----------- | ----------- | ------------ | ------------ | ----------- | ----------- |
| 1                    | Désirée Duhem         |             | PS          | 5 771        | 20,85        |             |             |
| 1                    | Jean-Marie Ruant*     |             | PS          | 5 771        | 20,85        |             |             |
| 2                    | Martine Demande       |             | FG          | 1 915        | 6,92         |             |             |
| 2                    | Paul Dutoit           |             | FG          | 1 915        | 6,92         |             |             |
| 3                    | Christophe Gras       |             | EÉLV        | 2 079        | 7,51         |             |             |
| 3                    | Pascale Leroy Miellet |             | EÉLV        | 2 079        | 7,51         |             |             |
| 4                    | Perrine Colette       |             | FN          | 9 502        | 34,34        | 10 363      | 40,64       |
| 4                    | Pierre Gawron         |             | FN          | 9 502        | 34,34        | 10 363      | 40,64       |
| 5                    | Marie Cieters         |             | UMP         | 8 407        | 30,38        | 15 137      | 59,36       |
| 5                    | Philippe Waymel*      |             | UMP         | 8 407        | 30,38        | 15 137      | 59,36       |
|                      |                       |             |             |              |              |             |             |
| Inscrits             | Inscrits              | Inscrits    | Inscrits    | 57 375       | 100,00       | 57 375      | 100,00      |
| Abstentions          | Abstentions           | Abstentions | Abstentions | 28 295       | 49,32        | 28 688      | 50,00       |
| Votants              | Votants               | Votants     | Votants     | 29 080       | 50,68        | 28 688      | 50,00       |
| Blancs               | Blancs                | Blancs      | Blancs      | 983          | 3,38         | 2 305       | 8,03        |
| Nuls                 | Nuls                  | Nuls        | Nuls        | 423          | 1,45         | 883         | 3,08        |
| Exprimés             | Exprimés              | Exprimés    | Exprimés    | 27 674       | 95,17        | 25 500      | 88,89       |
| * conseiller sortant |                       |             |             |              |              |             |             |

### Canton d'Anzin
Conseiller sortant : Jacques Marissiaux (PS)
| Candidats            | Candidats            | Partis      | Partis      | Premier tour | Premier tour | Second tour | Second tour |
| Candidats            | Candidats            | Partis      | Partis      | Voix         | %            | Voix        | %           |
| -------------------- | -------------------- | ----------- | ----------- | ------------ | ------------ | ----------- | ----------- |
| 1                    | Francis Boudrenghien |             | FN          | 5 591        | 39,77        | 6 725       | 49,62       |
| 1                    | Nadine Fournard      |             | FN          | 5 591        | 39,77        | 6 725       | 49,62       |
| 2                    | Nathalie Honnis      |             | PS          | 2 385        | 16,96        |             |             |
| 2                    | Jacques Marissiaux*  |             | PS          | 2 385        | 16,96        |             |             |
| 3                    | Sylvia Duhamel       |             | DVD         | 3 296        | 23,44        | 6 828       | 50,38       |
| 3                    | André Lenquette      |             | DVD         | 3 296        | 23,44        | 6 828       | 50,38       |
| 4                    | Jean-Pierre Delannoy |             | FG          | 2 788        | 19,83        |             |             |
| 4                    | Michelle Gréaume     |             | FG          | 2 788        | 19,83        |             |             |
|                      |                      |             |             |              |              |             |             |
| Inscrits             | Inscrits             | Inscrits    | Inscrits    | 35 483       | 100,00       | 35 476      | 100,00      |
| Abstentions          | Abstentions          | Abstentions | Abstentions | 20 860       | 58,79        | 20 881      | 58,86       |
| Votants              | Votants              | Votants     | Votants     | 14 623       | 41,21        | 14 595      | 41,14       |
| Blancs               | Blancs               | Blancs      | Blancs      | 389          | 2,66         | 663         | 4,54        |
| Nuls                 | Nuls                 | Nuls        | Nuls        | 174          | 1,19         | 379         | 2,60        |
| Exprimés             | Exprimés             | Exprimés    | Exprimés    | 14 060       | 96,15        | 13 553      | 92,86       |
| * conseiller sortant |                      |             |             |              |              |             |             |

### Canton d'Armentières
Conseiller sortant : Bernard Haesebroeck (PS)
| Candidats            | Candidats             | Partis      | Partis      | Premier tour | Premier tour | Second tour | Second tour |
| Candidats            | Candidats             | Partis      | Partis      | Voix         | %            | Voix        | %           |
| -------------------- | --------------------- | ----------- | ----------- | ------------ | ------------ | ----------- | ----------- |
| 1                    | Carole Borie          |             | UMP         | 7 126        | 32,30        | 8 658       | 38,24       |
| 1                    | Michel Plouy          |             | UMP         | 7 126        | 32,30        | 8 658       | 38,24       |
| 2                    | Bernard Haesebroeck*  |             | PS          | 5 940        | 26,93        | 7 248       | 32,02       |
| 2                    | Anne-Sophie Lenne     |             | PS          | 5 940        | 26,93        | 7 248       | 32,02       |
| 3                    | Martine Dubreu        |             | FG          | 2 050        | 9,29         |             |             |
| 3                    | Arnaud Marié          |             | FG          | 2 050        | 9,29         |             |             |
| 4                    | Virginie Gruson       |             | FN          | 6 943        | 31,47        | 6 733       | 29,74       |
| 4                    | Stephan Zielatkiewicz |             | FN          | 6 943        | 31,47        | 6 733       | 29,74       |
|                      |                       |             |             |              |              |             |             |
| Inscrits             | Inscrits              | Inscrits    | Inscrits    | 46 354       | 100,00       | 46 358      | 100,00      |
| Abstentions          | Abstentions           | Abstentions | Abstentions | 23 275       | 50,21        | 22 866      | 49,32       |
| Votants              | Votants               | Votants     | Votants     | 23 079       | 49,79        | 23 492      | 50,68       |
| Blancs               | Blancs                | Blancs      | Blancs      | 665          | 2,88         | 552         | 2,35        |
| Nuls                 | Nuls                  | Nuls        | Nuls        | 355          | 1,54         | 301         | 1,28        |
| Exprimés             | Exprimés              | Exprimés    | Exprimés    | 22 059       | 95,58        | 22 639      | 96,37       |
| * conseiller sortant |                       |             |             |              |              |             |             |

### Canton d'Aulnoye-Aymeries
Canton créé
| Candidats            | Candidats                    | Partis      | Partis      | Premier tour | Premier tour | Second tour | Second tour |
| Candidats            | Candidats                    | Partis      | Partis      | Voix         | %            | Voix        | %           |
| -------------------- | ---------------------------- | ----------- | ----------- | ------------ | ------------ | ----------- | ----------- |
| 1                    | Danièle Druesnes             |             | DVD         | 4 042        | 23,69        |             |             |
| 1                    | Alain Fréhaut                |             | UDI         | 4 042        | 23,69        |             |             |
| 2                    | Bernard Dubuisson            |             | FN          | 6 494        | 38,05        | 7 955       | 46,85       |
| 2                    | Nadine Lemaire               |             | FN          | 6 494        | 38,05        | 7 955       | 46,85       |
| 3                    | Francine Cailleux-Caucheteux |             | PS          | 2 076        | 12,17        |             |             |
| 3                    | André Fréhaut                |             | DVG         | 2 076        | 12,17        |             |             |
| 4                    | Bernard Baudoux*             |             | PCF         | 4 453        | 26,09        | 9 024       | 53,15       |
| 4                    | Marie-Aline Bréda            |             | PCF         | 4 453        | 26,09        | 9 024       | 53,15       |
|                      |                              |             |             |              |              |             |             |
| Inscrits             | Inscrits                     | Inscrits    | Inscrits    | 36 791       | 100,00       | 36 791      | 100,00      |
| Abstentions          | Abstentions                  | Abstentions | Abstentions | 18 900       | 51,37        | 18 305      | 49,75       |
| Votants              | Votants                      | Votants     | Votants     | 17 891       | 48,63        | 18 486      | 50,25       |
| Blancs               | Blancs                       | Blancs      | Blancs      | 566          | 3,16         | 1 052       | 5,69        |
| Nuls                 | Nuls                         | Nuls        | Nuls        | 260          | 1,45         | 455         | 2,46        |
| Exprimés             | Exprimés                     | Exprimés    | Exprimés    | 17 065       | 95,38        | 16 979      | 91,85       |
| * conseiller sortant |                              |             |             |              |              |             |             |

### Canton d'Aulnoy-lez-Valenciennes
Canton créé
| Candidats            | Candidats                 | Partis      | Partis      | Premier tour | Premier tour | Second tour | Second tour |
| Candidats            | Candidats                 | Partis      | Partis      | Voix         | %            | Voix        | %           |
| -------------------- | ------------------------- | ----------- | ----------- | ------------ | ------------ | ----------- | ----------- |
| 1                    | Isabelle Choain           |             | PCF         | 4 519        | 24,40        | 9 456       | 54,62       |
| 1                    | Jean-Claude Dulieu*       |             | PCF         | 4 519        | 24,40        | 9 456       | 54,62       |
| 2                    | Laurent Depagne           |             | PS          | 3 680        | 19,87        |             |             |
| 2                    | Bernadette Sopo           |             | PS          | 3 680        | 19,87        |             |             |
| 3                    | Philippe Baudrin          |             | UDI         | 3 768        | 20,35        |             |             |
| 3                    | Véronique Dupire          |             | UMP         | 3 768        | 20,35        |             |             |
| 4                    | Jean-Luc François-Laurent |             | FN          | 6 552        | 35,38        | 7 856       | 45,38       |
| 4                    | Cathy Mess                |             | FN          | 6 552        | 35,38        | 7 856       | 45,38       |
|                      |                           |             |             |              |              |             |             |
| Inscrits             | Inscrits                  | Inscrits    | Inscrits    | 38 587       | 100,00       | 38 587      | 100,00      |
| Abstentions          | Abstentions               | Abstentions | Abstentions | 19 362       | 50,18        | 19 823      | 51,37       |
| Votants              | Votants                   | Votants     | Votants     | 19 225       | 49,82        | 18 764      | 48,63       |
| Blancs               | Blancs                    | Blancs      | Blancs      | 518          | 2,69         | 1 022       | 5,45        |
| Nuls                 | Nuls                      | Nuls        | Nuls        | 188          | 0,98         | 430         | 2,29        |
| Exprimés             | Exprimés                  | Exprimés    | Exprimés    | 18 519       | 96,33        | 17 312      | 92,26       |
| * conseiller sortant |                           |             |             |              |              |             |             |

### Canton d'Avesnes-sur-Helpe
Canton créé
| Candidats            | Candidats             | Partis      | Partis      | Premier tour | Premier tour | Second tour | Second tour |
| Candidats            | Candidats             | Partis      | Partis      | Voix         | %            | Voix        | %           |
| -------------------- | --------------------- | ----------- | ----------- | ------------ | ------------ | ----------- | ----------- |
| 1                    | Marie-José Burlion    |             | FG          | 1 914        | 10,15        |             |             |
| 1                    | Jérôme Colpin         |             | FG          | 1 914        | 10,15        |             |             |
| 2                    | Annick Amphoux        |             | DLF         | 725          | 3,84         |             |             |
| 2                    | Ludovic Lussiez       |             | DLF         | 725          | 3,84         |             |             |
| 3                    | Jean-Jacques Anceau*  |             | DVG         | 3 343        | 17,73        |             |             |
| 3                    | Anne-Marie Royal      |             | DVG         | 3 343        | 17,73        |             |             |
| 4                    | Olivier Beaujean      |             | FN          | 6 215        | 32,96        | 7 050       | 39,25       |
| 4                    | Sabrina Vernot        |             | FN          | 6 215        | 32,96        | 7 050       | 39,25       |
| 5                    | Marie-Annick Dezitter |             | UMP         | 6 661        | 35,32        | 10 913      | 60,75       |
| 5                    | Joël Wilmotte *       |             | UMP         | 6 661        | 35,32        | 10 913      | 60,75       |
|                      |                       |             |             |              |              |             |             |
| Inscrits             | Inscrits              | Inscrits    | Inscrits    | 43 191       | 100,00       | 43 190      | 100,00      |
| Abstentions          | Abstentions           | Abstentions | Abstentions | 23 488       | 54,38        | 23 400      | 54,18       |
| Votants              | Votants               | Votants     | Votants     | 19 703       | 45,62        | 19 790      | 45,82       |
| Blancs               | Blancs                | Blancs      | Blancs      | 640          | 1,48         | 1 250       | 6,32        |
| Nuls                 | Nuls                  | Nuls        | Nuls        | 205          | 0,47         | 577         | 2,92        |
| Exprimés             | Exprimés              | Exprimés    | Exprimés    | 18 858       | 95,71        | 17 963      | 90,77       |
| * conseiller sortant |                       |             |             |              |              |             |             |

### Canton de Bailleul
Canton créé
| Candidats            | Candidats                 | Partis      | Partis      | Premier tour | Premier tour | Second tour | Second tour |
| Candidats            | Candidats                 | Partis      | Partis      | Voix         | %            | Voix        | %           |
| -------------------- | ------------------------- | ----------- | ----------- | ------------ | ------------ | ----------- | ----------- |
| 1                    | Béatrice Descamps         |             | UMP         | 8 057        | 38,22        | 9 339       | 43,23       |
| 1                    | Jean-Marc Gosset*         |             | UDI         | 8 057        | 38,22        | 9 339       | 43,23       |
| 2                    | Stéphanie Bodèle*         |             | PS          | 5 950        | 28,23        | 6 307       | 29,20       |
| 2                    | Michel Gilloen*           |             | PS          | 5 950        | 28,23        | 6 307       | 29,20       |
| 3                    | Véronique Caresmel        |             | FG          | 1 014        | 4,81         |             |             |
| 3                    | Régis Vandenbossche       |             | FG          | 1 014        | 4,81         |             |             |
| 2                    | Didier Lejeune            |             | FN          | 6 059        | 28,74        | 5 956       | 27,57       |
| 2                    | Ghislaine Vancauwenberghe |             | FN          | 6 059        | 28,74        | 5 956       | 27,57       |
|                      |                           |             |             |              |              |             |             |
| Inscrits             | Inscrits                  | Inscrits    | Inscrits    | 39 445       | 100,00       | 39 445      | 100,00      |
| Abstentions          | Abstentions               | Abstentions | Abstentions | 17 279       | 43,81        | 17 014      | 43,13       |
| Votants              | Votants                   | Votants     | Votants     | 22 166       | 56,19        | 22 431      | 56,87       |
| Blancs               | Blancs                    | Blancs      | Blancs      | 714          | 3,22         | 531         | 2,37        |
| Nuls                 | Nuls                      | Nuls        | Nuls        | 372          | 1,68         | 298         | 1,33        |
| Exprimés             | Exprimés                  | Exprimés    | Exprimés    | 21 080       | 95,10        | 21 602      | 96,30       |
| * conseiller sortant |                           |             |             |              |              |             |             |

### Canton de Cambrai
Canton créé
| Candidats            | Candidats            | Partis      | Partis      | Premier tour | Premier tour | Second tour | Second tour |
| Candidats            | Candidats            | Partis      | Partis      | Voix         | %            | Voix        | %           |
| -------------------- | -------------------- | ----------- | ----------- | ------------ | ------------ | ----------- | ----------- |
| 1                    | Sylvie Labadens*     |             | DVD         | 8 620        | 46,46        | 11 523      | 64,75       |
| 1                    | Nicolas Siegler      |             | DLF         | 8 620        | 46,46        | 11 523      | 64,75       |
| 2                    | Germain Gounel       |             | DVD         | 261          | 1,41         |             |             |
| 2                    | Isabelle Strzelczyk  |             | DVD         | 261          | 1,41         |             |             |
| 3                    | Thierry Basquin      |             | FN          | 5 807        | 31,30        | 6 272       | 35,25       |
| 3                    | Louise-Marie Lemaire |             | FN          | 5 807        | 31,30        | 6 272       | 35,25       |
| 4                    | Jeanne Delannoy      |             | PS          | 2 603        | 14,03        |             |             |
| 4                    | Jean-Marie Guisnet   |             | PS          | 2 603        | 14,03        |             |             |
| 5                    | Jean-Louis Delhaye   |             | FG          | 1 264        | 6,81         |             |             |
| 5                    | Catherine Dessery    |             | FG          | 1 264        | 6,81         |             |             |
|                      |                      |             |             |              |              |             |             |
| Inscrits             | Inscrits             | Inscrits    | Inscrits    | 41 721       | 100,00       | 41 721      | 100,00      |
| Abstentions          | Abstentions          | Abstentions | Abstentions | 22 218       | 53,25        | 22 335      | 53,53       |
| Votants              | Votants              | Votants     | Votants     | 19 503       | 46,75        | 19 386      | 46,47       |
| Blancs               | Blancs               | Blancs      | Blancs      | 686          | 3,52         | 1 088       | 5,61        |
| Nuls                 | Nuls                 | Nuls        | Nuls        | 262          | 1,34         | 503         | 2,59        |
| Exprimés             | Exprimés             | Exprimés    | Exprimés    | 18 555       | 95,14        | 17 795      | 91,79       |
| * conseiller sortant |                      |             |             |              |              |             |             |

### Canton du Cateau-Cambrésis
Conseiller sortant : Laurent Coulon (PS)
| Candidats            | Candidats             | Partis      | Partis      | Premier tour | Premier tour | Second tour | Second tour |
| Candidats            | Candidats             | Partis      | Partis      | Voix         | %            | Voix        | %           |
| -------------------- | --------------------- | ----------- | ----------- | ------------ | ------------ | ----------- | ----------- |
| 1                    | Laurent Coulon*       |             | PS          | 5 087        | 26,83        | 2 131       | 11,09       |
| 1                    | Valérie Lheureux      |             | DVG         | 5 087        | 26,83        | 2 131       | 11,09       |
| 2                    | Pascal Bultez         |             | FN          | 7 264        | 38,31        | 7 714       | 40,15       |
| 2                    | Virginie Monvoisin    |             | FN          | 7 264        | 38,31        | 7 714       | 40,15       |
| 3                    | Sylvie Clerc-Cuvelier |             | DVD         | 6 608        | 34,85        | 9 366       | 48,75       |
| 3                    | Didier Drieux         |             | DVD         | 6 608        | 34,85        | 9 366       | 48,75       |
|                      |                       |             |             |              |              |             |             |
| Inscrits             | Inscrits              | Inscrits    | Inscrits    | 38 041       | 100,00       | 38 044      | 100,00      |
| Abstentions          | Abstentions           | Abstentions | Abstentions | 17 962       | 47,22        | 17 586      | 46,23       |
| Votants              | Votants               | Votants     | Votants     | 20 079       | 52,78        | 20 458      | 53,77       |
| Blancs               | Blancs                | Blancs      | Blancs      | 713          | 3,55         | 896         | 4,38        |
| Nuls                 | Nuls                  | Nuls        | Nuls        | 407          | 2,03         | 351         | 1,72        |
| Exprimés             | Exprimés              | Exprimés    | Exprimés    | 18 959       | 94,42        | 19 211      | 93,9        |
| * conseiller sortant |                       |             |             |              |              |             |             |

### Canton de Caudry
Canton créé
| Candidats            | Candidats           | Partis      | Partis      | Premier tour | Premier tour | Second tour | Second tour |
| Candidats            | Candidats           | Partis      | Partis      | Voix         | %            | Voix        | %           |
| -------------------- | ------------------- | ----------- | ----------- | ------------ | ------------ | ----------- | ----------- |
| 1                    | Alexandre Basquin   |             | FG          | 2 260        | 11,62        |             |             |
| 1                    | Brigitte Lefebvre   |             | FG          | 2 260        | 11,62        |             |             |
| 2                    | Guy Bricout*        |             | DVD         | 6 972        | 35,86        | 10 566      | 59,75       |
| 2                    | Anne-Sophie Lécuyer |             | DVD         | 6 972        | 35,86        | 10 566      | 59,75       |
| 3                    | Delphine Bataille*  |             | PS          | 3 910        | 20,11        |             |             |
| 3                    | Georges Flamengt*   |             | PS          | 3 910        | 20,11        |             |             |
| 4                    | Jean Danjou         |             | FN          | 6 302        | 32,41        | 7 119       | 40,25       |
| 4                    | Mélanie Disdier     |             | FN          | 6 302        | 32,41        | 7 119       | 40,25       |
|                      |                     |             |             |              |              |             |             |
| Inscrits             | Inscrits            | Inscrits    | Inscrits    | 38 403       | 100,00       | 38 402      | 100,00      |
| Abstentions          | Abstentions         | Abstentions | Abstentions | 18 209       | 47,42        | 18 979      | 49,42       |
| Votants              | Votants             | Votants     | Votants     | 20 194       | 52,58        | 19 423      | 50,58       |
| Blancs               | Blancs              | Blancs      | Blancs      | 499          | 2,47         | 1 199       | 6,17        |
| Nuls                 | Nuls                | Nuls        | Nuls        | 251          | 1,24         | 539         | 2,78        |
| Exprimés             | Exprimés            | Exprimés    | Exprimés    | 19 444       | 96,29        | 17 685      | 91,05       |
| * conseiller sortant |                     |             |             |              |              |             |             |

### Canton de Coudekerque-Branche
Conseiller sortant : Joël Carbon (PS)
| Candidats   | Candidats          | Partis      | Partis      | Premier tour | Premier tour | Second tour | Second tour |
| Candidats   | Candidats          | Partis      | Partis      | Voix         | %            | Voix        | %           |
| ----------- | ------------------ | ----------- | ----------- | ------------ | ------------ | ----------- | ----------- |
| 1           | Régine Marteel     |             | DVD         | 4 587        | 24,24        |             |             |
| 1           | Paul-Loup Tronquoy |             | DVD         | 4 587        | 24,24        |             |             |
| 2           | Amélie Fenaux      |             | ND          | 892          | 4,71         |             |             |
| 2           | José Szymaniak     |             | ND          | 892          | 4,71         |             |             |
| 3           | Isabelle Bulté     |             | PS          | 5 386        | 28,46        | 10 013      | 54,37       |
| 3           | Benoît Vandewalle  |             | MRC         | 5 386        | 28,46        | 10 013      | 54,37       |
| 4           | Marcel Lefèvre     |             | EÉLV        | 1 176        | 6,21         |             |             |
| 4           | Cathy Swal         |             | EÉLV        | 1 176        | 6,21         |             |             |
| 5           | Merlin Emond       |             | FN          | 6 886        | 36,38        | 8 405       | 45,63       |
| 5           | Anita Ginko        |             | FN          | 6 886        | 36,38        | 8 405       | 45,63       |
|             |                    |             |             |              |              |             |             |
| Inscrits    | Inscrits           | Inscrits    | Inscrits    | 39 168       | 100,00       | 39 168      | 100,00      |
| Abstentions | Abstentions        | Abstentions | Abstentions | 18 922       | 48,31        | 18 770      | 47,92       |
| Votants     | Votants            | Votants     | Votants     | 20 246       | 51,69        | 20 398      | 52,08       |
| Blancs      | Blancs             | Blancs      | Blancs      | 919          | 4,54         | 1 403       | 6,88        |
| Nuls        | Nuls               | Nuls        | Nuls        | 400          | 1,98         | 577         | 2,83        |
| Exprimés    | Exprimés           | Exprimés    | Exprimés    | 18 927       | 93,49        | 18 418      | 90,29       |

### Canton de Croix
Canton créé
| Candidats   | Candidats               | Partis      | Partis      | Premier tour | Premier tour | Second tour | Second tour |
| Candidats   | Candidats               | Partis      | Partis      | Voix         | %            | Voix        | %           |
| ----------- | ----------------------- | ----------- | ----------- | ------------ | ------------ | ----------- | ----------- |
| 1           | Nadine Billy            |             | PS          | 3 816        | 16,72        |             |             |
| 1           | Jérôme Dehaynin         |             | PS          | 3 816        | 16,72        |             |             |
| 2           | Marie-Christine Bocquet |             | FN          | 6 452        | 28,26        | 6 647       | 31,42       |
| 2           | Alexis Salmon           |             | FN          | 6 452        | 28,26        | 6 647       | 31,42       |
| 3           | Roger Demortier         |             | FG          | 1 171        | 5,13         |             |             |
| 3           | Stéphanie Jacquemot     |             | FG          | 1 171        | 5,13         |             |             |
| 4           | Bernard De Veylder      |             | EÉLV        | 1 967        | 8,62         |             |             |
| 4           | Marie-Thérèse Drelon    |             | EÉLV        | 1 967        | 8,62         |             |             |
| 5           | Régis Cauche            |             | UMP         | 9 423        | 41,28        | 14 505      | 68,58       |
| 5           | Barbara Coevoet         |             | DVD         | 9 423        | 41,28        | 14 505      | 68,58       |
|             |                         |             |             |              |              |             |             |
| Inscrits    | Inscrits                | Inscrits    | Inscrits    | 53 200       | 100,00       | 53 202      | 100,00      |
| Abstentions | Abstentions             | Abstentions | Abstentions | 29 477       | 55,41        | 29 976      | 56,34       |
| Votants     | Votants                 | Votants     | Votants     | 23 723       | 44,59        | 23 226      | 43,66       |
| Blancs      | Blancs                  | Blancs      | Blancs      | 598          | 2,52         | 1 404       | 6,04        |
| Nuls        | Nuls                    | Nuls        | Nuls        | 296          | 1,25         | 670         | 2,88        |
| Exprimés    | Exprimés                | Exprimés    | Exprimés    | 22 829       | 96,23        | 21 152      | 91,07       |

### Canton de Denain
Conseiller sortant : Michel Lefebvre (PCF)
| Candidats            | Candidats                | Partis      | Partis      | Premier tour | Premier tour | Second tour | Second tour |
| Candidats            | Candidats                | Partis      | Partis      | Voix         | %            | Voix        | %           |
| -------------------- | ------------------------ | ----------- | ----------- | ------------ | ------------ | ----------- | ----------- |
| 1                    | Any Browers              |             | PS          | 3 164        | 16,13        |             |             |
| 1                    | Yvon Riancho             |             | PS          | 3 164        | 16,13        |             |             |
| 2                    | Michel Lefebvre*         |             | PCF         | 5 580        | 28,45        | 10 030      | 51,43       |
| 2                    | Isabelle Zawieja-Denizon |             | PCF         | 5 580        | 28,45        | 10 030      | 51,43       |
| 3                    | Sophie Granato           |             | DVD         | 2 576        | 13,13        |             |             |
| 3                    | Maxence Maillot          |             | UMP         | 2 576        | 13,13        |             |             |
| 4                    | Régine Andris            |             | FN          | 8 292        | 42,28        | 9 472       | 48,57       |
| 4                    | Philippe Broutard        |             | FN          | 8 292        | 42,28        | 9 472       | 48,57       |
|                      |                          |             |             |              |              |             |             |
| Inscrits             | Inscrits                 | Inscrits    | Inscrits    | 44 784       | 100,00       | 44 784      | 100,00      |
| Abstentions          | Abstentions              | Abstentions | Abstentions | 24 231       | 54,11        | 23 882      | 53,33       |
| Votants              | Votants                  | Votants     | Votants     | 20 553       | 45,89        | 20 902      | 46,67       |
| Blancs               | Blancs                   | Blancs      | Blancs      | 633          | 3,08         | 974         | 4,66        |
| Nuls                 | Nuls                     | Nuls        | Nuls        | 308          | 1,5          | 426         | 2,04        |
| Exprimés             | Exprimés                 | Exprimés    | Exprimés    | 19 612       | 95,42        | 19 502      | 93,3        |
| * conseiller sortant |                          |             |             |              |              |             |             |

### Canton de Douai
Canton créé
| Candidats            | Candidats                 | Partis      | Partis      | Premier tour | Premier tour | Second tour | Second tour |
| Candidats            | Candidats                 | Partis      | Partis      | Voix         | %            | Voix        | %           |
| -------------------- | ------------------------- | ----------- | ----------- | ------------ | ------------ | ----------- | ----------- |
| 1                    | Martine Cherbuis          |             | PG          | 765          | 4,29         |             |             |
| 1                    | François Guiffard         |             | PG          | 765          | 4,29         |             |             |
| 2                    | Christian Poiret*         |             | DVD         | 5 852        | 32,85        | 10 858      | 60,82       |
| 2                    | Caroline Sanchez          |             | DVD         | 5 852        | 32,85        | 10 858      | 60,82       |
| 3                    | Brigitte Bonnaffé-Leriche |             | PCF         | 1 393        | 7,82         |             |             |
| 3                    | Jean-Philippe Nalewajek   |             | PCF         | 1 393        | 7,82         |             |             |
| 4                    | Chantal Bojanek           |             | FN          | 6 196        | 34,78        | 6 994       | 39,18       |
| 4                    | Jean-Paul Vermeulen       |             | FN          | 6 196        | 34,78        | 6 994       | 39,18       |
| 5                    | Jean-Marie Dupire         |             | PS          | 2 641        | 14,82        |             |             |
| 5                    | Anne Le Guern             |             | PS          | 2 641        | 14,82        |             |             |
| 6                    | Hervé Mortelette          |             | EÉLV        | 969          | 5,44         |             |             |
| 6                    | Lucile Wacheux            |             | EÉLV        | 969          | 5,44         |             |             |
|                      |                           |             |             |              |              |             |             |
| Inscrits             | Inscrits                  | Inscrits    | Inscrits    | 43 935       | 100,00       | 43 936      | 100,00      |
| Abstentions          | Abstentions               | Abstentions | Abstentions | 25 165       | 57,28        | 24 528      | 55,83       |
| Votants              | Votants                   | Votants     | Votants     | 18 770       | 42,72        | 19 408      | 44,17       |
| Blancs               | Blancs                    | Blancs      | Blancs      | 641          | 3,42         | 1 090       | 5,62        |
| Nuls                 | Nuls                      | Nuls        | Nuls        | 313          | 1,67         | 466         | 2,4         |
| Exprimés             | Exprimés                  | Exprimés    | Exprimés    | 17 816       | 94,92        | 17 852      | 91,98       |
| * conseiller sortant |                           |             |             |              |              |             |             |

### Canton de Dunkerque-1
Canton créé
| Candidats            | Candidats          | Partis      | Partis      | Premier tour | Premier tour | Second tour | Second tour |
| Candidats            | Candidats          | Partis      | Partis      | Voix         | %            | Voix        | %           |
| -------------------- | ------------------ | ----------- | ----------- | ------------ | ------------ | ----------- | ----------- |
| 1                    | Mario Everaer      |             | DVD         | 1 038        | 6,29         |             |             |
| 1                    | Daphnée Nave       |             | DVD         | 1 038        | 6,29         |             |             |
| 2                    | Roméo Ragazzo*     |             | PS          | 4 848        | 29,36        | 8 532       | 50,92       |
| 2                    | Virginie Varlet    |             | PS          | 4 848        | 29,36        | 8 532       | 50,92       |
| 3                    | Nathalie Benalla   |             | FG          | 1 041        | 6,31         |             |             |
| 3                    | David Thiébaut     |             | FG          | 1 041        | 6,31         |             |             |
| 4                    | Djoumoï Saïd       |             | MoDem       | 1 423        | 8,62         |             |             |
| 4                    | Édith Varet        |             | MoDem       | 1 423        | 8,62         |             |             |
| 5                    | Adrien Nave        |             | FN          | 7 206        | 43,65        | 8 223       | 49,08       |
| 5                    | Angélique Verbecke |             | FN          | 7 206        | 43,65        | 8 223       | 49,08       |
| 6                    | Géry Champagne     |             | EÉLV        | 954          | 5,78         |             |             |
| 6                    | Claudine Ducellier |             | EÉLV        | 954          | 5,78         |             |             |
|                      |                    |             |             |              |              |             |             |
| Inscrits             | Inscrits           | Inscrits    | Inscrits    | 36 912       | 100,00       | 36 913      | 100,00      |
| Abstentions          | Abstentions        | Abstentions | Abstentions | 18 911       | 51,23        | 18 495      | 50,1        |
| Votants              | Votants            | Votants     | Votants     | 18 001       | 48,77        | 18 418      | 49,9        |
| Blancs               | Blancs             | Blancs      | Blancs      | 1 238        | 6,88         | 1 343       | 7,29        |
| Nuls                 | Nuls               | Nuls        | Nuls        | 253          | 1,41         | 320         | 1,74        |
| Exprimés             | Exprimés           | Exprimés    | Exprimés    | 16 510       | 91,72        | 16 755      | 90,97       |
| * conseiller sortant |                    |             |             |              |              |             |             |

### Canton de Dunkerque-2
Canton créé
| Candidats            | Candidats                  | Partis      | Partis      | Premier tour | Premier tour | Second tour | Second tour |
| Candidats            | Candidats                  | Partis      | Partis      | Voix         | %            | Voix        | %           |
| -------------------- | -------------------------- | ----------- | ----------- | ------------ | ------------ | ----------- | ----------- |
| 1                    | Amaury Lebreton            |             | FG          | 715          | 3,78         |             |             |
| 1                    | Danielle Veignie           |             | FG          | 715          | 3,78         |             |             |
| 2                    | Philippe Eymery            |             | FN          | 5 777        | 30,52        | 6 217       | 34,07       |
| 2                    | Clotilde Libert            |             | FN          | 5 777        | 30,52        | 6 217       | 34,07       |
| 3                    | Martine Arlabosse          |             | UDI         | 6 453        | 34,1         | 12 029      | 65,93       |
| 3                    | Paul Christophe            |             | DVD         | 6 453        | 34,1         | 12 029      | 65,93       |
| 4                    | Daniel Cordiez             |             | ND          | 721          | 3,81         |             |             |
| 4                    | Maria-Josée Rizzi-Pierchon |             | ND          | 721          | 3,81         |             |             |
| 5                    | Joëlle Crockey             |             | PS          | 3 818        | 20,17        |             |             |
| 5                    | Alain Vanwaefelghem*       |             | PS          | 3 818        | 20,17        |             |             |
| 6                    | Virginie Hénocq            |             | EÉLV        | 1 442        | 7,62         |             |             |
| 6                    | Paulo-Serge Lopes          |             | EÉLV        | 1 442        | 7,62         |             |             |
|                      |                            |             |             |              |              |             |             |
| Inscrits             | Inscrits                   | Inscrits    | Inscrits    | 38 434       | 100,00       | 38 436      | 100,00      |
| Abstentions          | Abstentions                | Abstentions | Abstentions | 18 530       | 48,21        | 18 571      | 48,32       |
| Votants              | Votants                    | Votants     | Votants     | 19 904       | 51,79        | 19 865      | 51,68       |
| Blancs               | Blancs                     | Blancs      | Blancs      | 675          | 3,39         | 1 056       | 5,32        |
| Nuls                 | Nuls                       | Nuls        | Nuls        | 303          | 1,52         | 563         | 2,83        |
| Exprimés             | Exprimés                   | Exprimés    | Exprimés    | 18 926       | 95,09        | 18 246      | 91,85       |
| * conseiller sortant |                            |             |             |              |              |             |             |

### Canton de Faches-Thumesnil
Canton créé
| Candidats   | Candidats                 | Partis      | Partis      | Premier tour | Premier tour | Second tour | Second tour |
| Candidats   | Candidats                 | Partis      | Partis      | Voix         | %            | Voix        | %           |
| ----------- | ------------------------- | ----------- | ----------- | ------------ | ------------ | ----------- | ----------- |
| 1           | Annie Leys                |             | UMP         | 7 509        | 29,79        | 15 004      | 63,8        |
| 1           | Dany Wattebled            |             | UDI         | 7 509        | 29,79        | 15 004      | 63,8        |
| 2           | Caroline Manier           |             | PS          | 4 843        | 19,21        |             |             |
| 2           | Didier Serrurier          |             | PS          | 4 843        | 19,21        |             |             |
| 3           | Christine Béhague         |             | FG          | 3 116        | 12,36        |             |             |
| 3           | Bernard Debreu            |             | FG          | 3 116        | 12,36        |             |             |
| 4           | Vénus Baudechon           |             | FN          | 7 840        | 31,10        | 8 513       | 36,2        |
| 4           | Jean-Claude Guëll         |             | FN          | 7 840        | 31,10        | 8 513       | 36,2        |
| 5           | Yannick Brohard           |             | EÉLV        | 1 902        | 7,54         |             |             |
| 5           | Francine Herbaut Dauptain |             | MEI         | 1 902        | 7,54         |             |             |
|             |                           |             |             |              |              |             |             |
| Inscrits    | Inscrits                  | Inscrits    | Inscrits    | 54 180       | 100,00       | 54 190      | 100,00      |
| Abstentions | Abstentions               | Abstentions | Abstentions | 28 015       | 51,71        | 28 204      | 52,05       |
| Votants     | Votants                   | Votants     | Votants     | 26 165       | 48,29        | 25 986      | 47,95       |
| Blancs      | Blancs                    | Blancs      | Blancs      | 681          | 2,6          | 1 687       | 6,49        |
| Nuls        | Nuls                      | Nuls        | Nuls        | 274          | 1,05         | 782         | 3,01        |
| Exprimés    | Exprimés                  | Exprimés    | Exprimés    | 25 210       | 96,35        | 23 517      | 90,5        |

### Canton de Fourmies
Canton créé
| Candidats            | Candidats             | Partis      | Partis      | Premier tour | Premier tour | Second tour | Second tour |
| Candidats            | Candidats             | Partis      | Partis      | Voix         | %            | Voix        | %           |
| -------------------- | --------------------- | ----------- | ----------- | ------------ | ------------ | ----------- | ----------- |
| 1                    | Philippe Delattre     |             | FN          | 6 161        | 34,64        | 6 927       | 41,16       |
| 1                    | Maryse Gabet          |             | FN          | 6 161        | 34,64        | 6 927       | 41,16       |
| 2                    | Christine Batteux     |             | PS          | 4 856        | 27,30        |             |             |
| 2                    | Jean-Luc Pérat*       |             | PS          | 4 856        | 27,30        |             |             |
| 3                    | Karine Richepain      |             | FG          | 905          | 5,09         |             |             |
| 3                    | Jean-Yves Thiébaut    |             | FG          | 905          | 5,09         |             |             |
| 4                    | Jean-Charles Cornut   |             | LO          | 567          | 3,19         |             |             |
| 4                    | Marie-Claude Rondeaux |             | LO          | 567          | 3,19         |             |             |
| 5                    | Carole Devos          |             | DVD         | 5 296        | 29,78        | 9 902       | 58,84       |
| 5                    | Mickaël Hiraux        |             | UMP         | 5 296        | 29,78        | 9 902       | 58,84       |
|                      |                       |             |             |              |              |             |             |
| Inscrits             | Inscrits              | Inscrits    | Inscrits    | 39 379       | 100,00       | 39 380      | 100,00      |
| Abstentions          | Abstentions           | Abstentions | Abstentions | 20 853       | 52,95        | 20 928      | 53,14       |
| Votants              | Votants               | Votants     | Votants     | 18 526       | 47,05        | 18 452      | 46,86       |
| Blancs               | Blancs                | Blancs      | Blancs      | 494          | 2,67         | 1 110       | 6,02        |
| Nuls                 | Nuls                  | Nuls        | Nuls        | 247          | 1,33         | 513         | 2,78        |
| Exprimés             | Exprimés              | Exprimés    | Exprimés    | 17 785       | 96           | 16 829      | 91,2        |
| * conseiller sortant |                       |             |             |              |              |             |             |

### Canton de Grande-Synthe
Conseiller sortant : Roméo Ragazzo (PS)
| Candidats   | Candidats          | Partis      | Partis      | Premier tour | Premier tour | Second tour | Second tour |
| Candidats   | Candidats          | Partis      | Partis      | Voix         | %            | Voix        | %           |
| ----------- | ------------------ | ----------- | ----------- | ------------ | ------------ | ----------- | ----------- |
| 1           | Chantal Denis      |             | FN          | 7 371        | 37,57        | 8 621       | 42,69       |
| 1           | Laurent Renaudin   |             | FN          | 7 371        | 37,57        | 8 621       | 42,69       |
| 2           | Najate Belkala     |             | EÉLV        | 1 877        | 9,57         |             |             |
| 2           | Dany Wallyn        |             | FG          | 1 877        | 9,57         |             |             |
| 3           | Sophie Coudevylle  |             | DVD         | 3 076        | 15,68        |             |             |
| 3           | François Rosseel   |             | DVD         | 3 076        | 15,68        |             |             |
| 4           | Isabelle Fernandez |             | PRG         | 7 293        | 37,18        | 11 573      | 57,31       |
| 4           | Bertrand Ringot    |             | PS          | 7 293        | 37,18        | 11 573      | 57,31       |
|             |                    |             |             |              |              |             |             |
| Inscrits    | Inscrits           | Inscrits    | Inscrits    | 43 853       | 100,00       | 43 853      | 100,00      |
| Abstentions | Abstentions        | Abstentions | Abstentions | 23 253       | 53,02        | 22 231      | 50,69       |
| Votants     | Votants            | Votants     | Votants     | 20 600       | 46,98        | 21 622      | 49,31       |
| Blancs      | Blancs             | Blancs      | Blancs      | 637          | 3,09         | 913         | 4,22        |
| Nuls        | Nuls               | Nuls        | Nuls        | 346          | 1,68         | 515         | 2,38        |
| Exprimés    | Exprimés           | Exprimés    | Exprimés    | 19 617       | 95,23        | 20 194      | 93,4        |

### Canton d'Hazebrouck
Canton créé
| Candidats            | Candidats            | Partis      | Partis      | Premier tour | Premier tour | Second tour | Second tour |
| Candidats            | Candidats            | Partis      | Partis      | Voix         | %            | Voix        | %           |
| -------------------- | -------------------- | ----------- | ----------- | ------------ | ------------ | ----------- | ----------- |
| 1                    | Catherine Depelchin  |             | UDI         | 7 830        | 35,98        | 12 067      | 59,64       |
| 1                    | Bruno Ficheux        |             | UDI         | 7 830        | 35,98        | 12 067      | 59,64       |
| 2                    | Claude Chollet       |             | FG          | 1 211        | 5,57         |             |             |
| 2                    | Béatrice Veit-Torrez |             | FG          | 1 211        | 5,57         |             |             |
| 3                    | Annick Caffiers      |             | FN          | 7 333        | 33,70        | 8 166       | 40,36       |
| 3                    | Jessy Herlen         |             | FN          | 7 333        | 33,70        | 8 166       | 40,36       |
| 4                    | Jacques Parent*      |             | PS          | 5 387        | 24,76        |             |             |
| 4                    | Françoise Polnecq*   |             | PS          | 5 387        | 24,76        |             |             |
|                      |                      |             |             |              |              |             |             |
| Inscrits             | Inscrits             | Inscrits    | Inscrits    | 45 185       | 100,00       | 45 185      | 100,00      |
| Abstentions          | Abstentions          | Abstentions | Abstentions | 22 212       | 49,16        | 22 606      | 50,03       |
| Votants              | Votants              | Votants     | Votants     | 22 973       | 50,84        | 22 579      | 49,97       |
| Blancs               | Blancs               | Blancs      | Blancs      | 829          | 3,61         | 1 504       | 6,66        |
| Nuls                 | Nuls                 | Nuls        | Nuls        | 383          | 1,67         | 842         | 3,73        |
| Exprimés             | Exprimés             | Exprimés    | Exprimés    | 21 761       | 94,72        | 20 233      | 89,61       |
| * conseiller sortant |                      |             |             |              |              |             |             |

### Canton de Lambersart
Canton créé
| Candidats   | Candidats           | Partis      | Partis      | Premier tour | Premier tour | Second tour | Second tour |
| Candidats   | Candidats           | Partis      | Partis      | Voix         | %            | Voix        | %           |
| ----------- | ------------------- | ----------- | ----------- | ------------ | ------------ | ----------- | ----------- |
| 1           | Valérie Catelain    |             | PS          | 4 119        | 17,02        |             |             |
| 1           | Emmanuel Chatelain  |             | FD          | 4 119        | 17,02        |             |             |
| 2           | Pierre-Yves Pira    |             | FG          | 2 454        | 10,14        |             |             |
| 2           | Marie-Hélène Rigaud |             | EÉLV        | 2 454        | 10,14        |             |             |
| 3           | Cécile Larroque     |             | FN          | 6 823        | 28,20        | 6 734       | 30,46       |
| 3           | Jean-François Lipka |             | FN          | 6 823        | 28,20        | 6 734       | 30,46       |
| 1           | Brigitte Astruc     |             | UMP         | 10 800       | 44,64        | 15 373      | 69,54       |
| 1           | Jacques Houssin     |             | UMP         | 10 800       | 44,64        | 15 373      | 69,54       |
|             |                     |             |             |              |              |             |             |
| Inscrits    | Inscrits            | Inscrits    | Inscrits    | 52 654       | 100,00       | 52 654      | 100,00      |
| Abstentions | Abstentions         | Abstentions | Abstentions | 27 264       | 51,78        | 28 313      | 53,77       |
| Votants     | Votants             | Votants     | Votants     | 25 390       | 48,22        | 24 341      | 46,23       |
| Blancs      | Blancs              | Blancs      | Blancs      | 787          | 3,1          | 1 475       | 6,06        |
| Nuls        | Nuls                | Nuls        | Nuls        | 407          | 1,6          | 759         | 3,12        |
| Exprimés    | Exprimés            | Exprimés    | Exprimés    | 24 196       | 95,3         | 22 107      | 90,82       |

### Canton de Lille-1
Canton créé
| Candidats   | Candidats            | Partis      | Partis      | Premier tour | Premier tour | Second tour | Second tour |
| Candidats   | Candidats            | Partis      | Partis      | Voix         | %            | Voix        | %           |
| ----------- | -------------------- | ----------- | ----------- | ------------ | ------------ | ----------- | ----------- |
| 1           | Francis André        |             | PS          | 4 251        | 20,09        |             |             |
| 1           | Fatiha Ihallaine     |             | PS          | 4 251        | 20,09        |             |             |
| 2           | Jean-Pierre Houbron  |             | FG          | 2 742        | 12,96        |             |             |
| 2           | Florence Lallemant   |             | EÉLV        | 2 742        | 12,96        |             |             |
| 4           | Monique Broutin      |             | FN          | 4 471        | 21,13        | 4 641       | 23,94       |
| 4           | Raymond Eycken       |             | FN          | 4 471        | 21,13        | 4 641       | 23,94       |
| 5           | Anaïs Gadault        |             | DLF         | 727          | 3,44         |             |             |
| 5           | Matthieu Meilhac     |             | DLF         | 727          | 3,44         |             |             |
| 5           | Marguerite Chassaing |             | UMP         | 8 970        | 42,39        | 14 746      | 76,06       |
| 5           | Olivier Henno        |             | UDI         | 8 970        | 42,39        | 14 746      | 76,06       |
|             |                      |             |             |              |              |             |             |
| Inscrits    | Inscrits             | Inscrits    | Inscrits    | 48 708       | 100,00       | 48 706      | 100,00      |
| Abstentions | Abstentions          | Abstentions | Abstentions | 26 777       | 54,97        | 27 626      | 56,72       |
| Votants     | Votants              | Votants     | Votants     | 21 931       | 45,03        | 21 080      | 43,28       |
| Blancs      | Blancs               | Blancs      | Blancs      | 550          | 2,51         | 1 141       | 5,41        |
| Nuls        | Nuls                 | Nuls        | Nuls        | 220          | 1            | 552         | 2,62        |
| Exprimés    | Exprimés             | Exprimés    | Exprimés    | 21 161       | 96,49        | 19 387      | 91,97       |

### Canton de Lille-2
Canton créé
| Candidats            | Candidats              | Partis      | Partis      | Premier tour | Premier tour |
| Candidats            | Candidats              | Partis      | Partis      | Voix         | %            |
| -------------------- | ---------------------- | ----------- | ----------- | ------------ | ------------ |
| 1                    | Thomas Brabant         |             | FN          | 4 518        | 18,02        |
| 1                    | Valérie Talpaert       |             | FN          | 4 518        | 18,02        |
| 2                    | Emilien Decante        |             | FG          | 1 075        | 4,29         |
| 2                    | Martine Roussel-Vanhée |             | FG          | 1 075        | 4,29         |
| 3                    | Claude-Hélène Bernard  |             | PS          | 3 196        | 12,75        |
| 3                    | Philippe Harquet       |             | PS          | 3 196        | 12,75        |
| 4                    | Isabelle Frémaux*      |             | UMP         | 14 771       | 58,91        |
| 4                    | Jean-René Lecerf       |             | UMP         | 14 771       | 58,91        |
| 5                    | Jessy Kotyk            |             | EÉLV        | 1 515        | 6,04         |
| 5                    | Odile Vidal-Sagnier    |             | EÉLV        | 1 515        | 6,04         |
|                      |                        |             |             |              |              |
| Inscrits             | Inscrits               | Inscrits    | Inscrits    | 53 142       | 100,00       |
| Abstentions          | Abstentions            | Abstentions | Abstentions | 27 269       | 51,31        |
| Votants              | Votants                | Votants     | Votants     | 25 873       | 48,69        |
| Blancs               | Blancs                 | Blancs      | Blancs      | 530          | 2,05         |
| Nuls                 | Nuls                   | Nuls        | Nuls        | 268          | 1,04         |
| Exprimés             | Exprimés               | Exprimés    | Exprimés    | 25 075       | 96,92        |
| * conseiller sortant |                        |             |             |              |              |

### Canton de Lille-3
Canton créé
| Candidats            | Candidats                | Partis      | Partis      | Premier tour | Premier tour | Second tour | Second tour |
| Candidats            | Candidats                | Partis      | Partis      | Voix         | %            | Voix        | %           |
| -------------------- | ------------------------ | ----------- | ----------- | ------------ | ------------ | ----------- | ----------- |
| 1                    | Sylviane Delacroix       |             | FG          | 3 591        | 21,51        |             |             |
| 1                    | Yvon Spriet              |             | EÉLV        | 3 591        | 21,51        |             |             |
| 2                    | Caroline Boisard-Vannier |             | UMP         | 3 301        | 19,78        |             |             |
| 2                    | Jérôme Garcia            |             | UMP         | 3 301        | 19,78        |             |             |
| 3                    | Alexandra Lechner*       |             | PS          | 5 480        | 32,83        | 10 413      | 66,55       |
| 3                    | Frédéric Marchand        |             | PS          | 5 480        | 32,83        | 10 413      | 66,55       |
| 4                    | Monique Baudoin          |             | FN          | 4 320        | 25,88        | 4 270       | 30,41       |
| 4                    | Franck Declercq          |             | FN          | 4 320        | 25,88        | 4 270       | 30,41       |
|                      |                          |             |             |              |              |             |             |
| Inscrits             | Inscrits                 | Inscrits    | Inscrits    | 40 278       | 100,00       | 40 282      | 100,00      |
| Abstentions          | Abstentions              | Abstentions | Abstentions | 22 935       | 56,94        | 23 032      | 57,18       |
| Votants              | Votants                  | Votants     | Votants     | 17 343       | 43,06        | 17 250      | 42,82       |
| Blancs               | Blancs                   | Blancs      | Blancs      | 442          | 2,55         | 1 170       | 6,78        |
| Nuls                 | Nuls                     | Nuls        | Nuls        | 209          | 1,21         | 432         | 2,5         |
| Exprimés             | Exprimés                 | Exprimés    | Exprimés    | 16 692       | 96,25        | 15 648      | 90,71       |
| * conseiller sortant |                          |             |             |              |              |             |             |

### Canton de Lille-4
Canton créé
| Candidats            | Candidats          | Partis      | Partis      | Premier tour | Premier tour | Second tour | Second tour |
| Candidats            | Candidats          | Partis      | Partis      | Voix         | %            | Voix        | %           |
| -------------------- | ------------------ | ----------- | ----------- | ------------ | ------------ | ----------- | ----------- |
| 1                    | Stéphanie Bocquet  |             | EÉLV        | 2 897        | 18,91        |             |             |
| 1                    | Sébastien Polvèche |             | FG          | 2 897        | 18,91        |             |             |
| 2                    | Marie-Claude Juhin |             | UMP         | 3 433        | 22,41        |             |             |
| 2                    | Frédéric Leroy     |             | UDI         | 3 433        | 22,41        |             |             |
| 3                    | Marie Desmazières  |             | FN          | 3 562        | 23,25        | 4 270       | 30,41       |
| 3                    | Éric Dillies       |             | FN          | 3 562        | 23,25        | 4 270       | 30,41       |
| 4                    | Martine Filleul*   |             | PS          | 5 427        | 35,43        | 9 770       | 69,59       |
| 4                    | Marc Godefroy      |             | PS          | 5 427        | 35,43        | 9 770       | 69,59       |
|                      |                    |             |             |              |              |             |             |
| Inscrits             | Inscrits           | Inscrits    | Inscrits    | 37 486       | 100,00       | 37 486      | 100,00      |
| Abstentions          | Abstentions        | Abstentions | Abstentions | 21 558       | 57,51        | 21 940      | 58,53       |
| Votants              | Votants            | Votants     | Votants     | 15 928       | 42,49        | 15 546      | 41,47       |
| Blancs               | Blancs             | Blancs      | Blancs      | 385          | 2,42         | 1 102       | 7,09        |
| Nuls                 | Nuls               | Nuls        | Nuls        | 224          | 1,41         | 404         | 2,6         |
| Exprimés             | Exprimés           | Exprimés    | Exprimés    | 15 319       | 96,18        | 14 040      | 90,31       |
| * conseiller sortant |                    |             |             |              |              |             |             |

### Canton de Lille-5
Canton créé
| Candidats            | Candidats                       | Partis      | Partis      | Premier tour | Premier tour | Second tour | Second tour |
| Candidats            | Candidats                       | Partis      | Partis      | Voix         | %            | Voix        | %           |
| -------------------- | ------------------------------- | ----------- | ----------- | ------------ | ------------ | ----------- | ----------- |
| 1                    | Josiane Dabit                   |             | EÉLV        | 2 233        | 19,23        |             |             |
| 1                    | Hugo Vandamme                   |             | FG          | 2 233        | 19,23        |             |             |
| 2                    | Patrick Kanner*                 |             | PS          | 4 365        | 37,6         | 6 442       | 59,65       |
| 2                    | Marie-Christine Staniec-Wavrant |             | PS          | 4 365        | 37,6         | 6 442       | 59,65       |
| 3                    | François Kinget                 |             | UMP         | 2 715        | 23,39        | 4 358       | 40,35       |
| 3                    | Isabelle Mahieu                 |             | UMP         | 2 715        | 23,39        | 4 358       | 40,35       |
| 4                    | Françoise Coolzaet              |             | FN          | 2 297        | 19,78        |             |             |
| 4                    | Cédric Mouflard                 |             | FN          | 2 297        | 19,78        |             |             |
|                      |                                 |             |             |              |              |             |             |
| Inscrits             | Inscrits                        | Inscrits    | Inscrits    | 32 367       | 100,00       | 32 368      | 100,00      |
| Abstentions          | Abstentions                     | Abstentions | Abstentions | 20 352       | 62,88        | 20 642      | 63,77       |
| Votants              | Votants                         | Votants     | Votants     | 12 015       | 37,12        | 11 726      | 36,23       |
| Blancs               | Blancs                          | Blancs      | Blancs      | 277          | 2,31         | 588         | 5,01        |
| Nuls                 | Nuls                            | Nuls        | Nuls        | 128          | 1,07         | 338         | 2,88        |
| Exprimés             | Exprimés                        | Exprimés    | Exprimés    | 11 610       | 96,63        | 10 800      | 92,1        |
| * conseiller sortant |                                 |             |             |              |              |             |             |

### Canton de Lille-6
Canton créé
| Candidats   | Candidats            | Partis      | Partis      | Premier tour | Premier tour | Second tour | Second tour |
| Candidats   | Candidats            | Partis      | Partis      | Voix         | %            | Voix        | %           |
| ----------- | -------------------- | ----------- | ----------- | ------------ | ------------ | ----------- | ----------- |
| 1           | Benoît Boudou        |             | EÉLV        | 1 757        | 7,84         |             |             |
| 1           | Vinciane Faber       |             | EÉLV        | 1 757        | 7,84         |             |             |
| 2           | Élisabeth Masquelier |             | PS          | 6 364        | 28,4         | 8 638       | 37,65       |
| 2           | Roger Vicot          |             | PS          | 6 364        | 28,4         | 8 638       | 37,65       |
| 3           | Nathalie Acs         |             | FN          | 6 635        | 29,61        | 6 651       | 28,99       |
| 3           | Éric Cattelin        |             | FN          | 6 635        | 29,61        | 6 651       | 28,99       |
| 4           | Thierry Pauchet      |             | UDI         | 6 338        | 28,29        | 7 653       | 33,36       |
| 4           | Anne Voituriez       |             | DVD         | 6 338        | 28,29        | 7 653       | 33,36       |
| 5           | Colette Becquet      |             | FG          | 1 311        | 5,85         |             |             |
| 5           | Philippe Lemière     |             | FG          | 1 311        | 5,85         |             |             |
|             |                      |             |             |              |              |             |             |
| Inscrits    | Inscrits             | Inscrits    | Inscrits    | 49 760       | 100,00       | 49 760      | 100,00      |
| Abstentions | Abstentions          | Abstentions | Abstentions | 26 611       | 53,48        | 26 103      | 52,46       |
| Votants     | Votants              | Votants     | Votants     | 23 149       | 46,52        | 23 657      | 47,54       |
| Blancs      | Blancs               | Blancs      | Blancs      | 472          | 2,04         | 486         | 2,05        |
| Nuls        | Nuls                 | Nuls        | Nuls        | 272          | 1,17         | 229         | 0,97        |
| Exprimés    | Exprimés             | Exprimés    | Exprimés    | 22 405       | 96,79        | 22 942      | 96,98       |

### Canton de Marly
Canton créé
| Candidats            | Candidats                 | Partis      | Partis      | Premier tour | Premier tour | Second tour | Second tour |
| Candidats            | Candidats                 | Partis      | Partis      | Voix         | %            | Voix        | %           |
| -------------------- | ------------------------- | ----------- | ----------- | ------------ | ------------ | ----------- | ----------- |
| 1                    | Valérie Capelle           |             | PS          | 1 269        | 6,76         |             |             |
| 1                    | Yves Floquet              |             | PS          | 1 269        | 6,76         |             |             |
| 2                    | Katy Basseux              |             | PDF         | 322          | 1,72         |             |             |
| 2                    | Dominique Slabolepszy     |             | PDF         | 322          | 1,72         |             |             |
| 3                    | Véronique Buisine         |             | FG          | 5 207        | 27,75        |             |             |
| 3                    | Fabien Thiémé*            |             | FG          | 5 207        | 27,75        |             |             |
| 4                    | Laurine Lestienne         |             | FN          | 5 871        | 31,29        | 7 311       | 42,21       |
| 4                    | Ludovic Martel            |             | FN          | 5 871        | 31,29        | 7 311       | 42,21       |
| 5                    | Béatrice Descamps         |             | UDI         | 5 405        | 28,81        | 10 011      | 57,79       |
| 5                    | Jean-Noël Verfaillie      |             | UDI         | 5 405        | 28,81        | 10 011      | 57,79       |
| 6                    | Roland Bouvart            |             | DVD         | 220          | 1,17         |             |             |
| 6                    | Virginie Devillier-Poivre |             | DVD         | 220          | 1,17         |             |             |
| 7                    | Frédéric Bigot            |             | EÉLV        | 468          | 2,49         |             |             |
| 7                    | Janine Lecaille           |             | EÉLV        | 468          | 2,49         |             |             |
|                      |                           |             |             |              |              |             |             |
| Inscrits             | Inscrits                  | Inscrits    | Inscrits    | 44 641       | 100,00       | 44 641      | 100,00      |
| Abstentions          | Abstentions               | Abstentions | Abstentions | 25 159       | 56,36        | 25 642      | 57,44       |
| Votants              | Votants                   | Votants     | Votants     | 19 482       | 43,64        | 18 999      | 42,56       |
| Blancs               | Blancs                    | Blancs      | Blancs      | 526          | 2,7          | 1 116       | 5,87        |
| Nuls                 | Nuls                      | Nuls        | Nuls        | 194          | 1            | 561         | 2,95        |
| Exprimés             | Exprimés                  | Exprimés    | Exprimés    | 18 762       | 96,3         | 17 322      | 91,17       |
| * conseiller sortant |                           |             |             |              |              |             |             |

### Canton de Maubeuge
Canton créé
| Candidats            | Candidats               | Partis      | Partis      | Premier tour. | Premier tour. | Second tour | Second tour |
| Candidats            | Candidats               | Partis      | Partis      | Voix          | %             | Voix        | %           |
| -------------------- | ----------------------- | ----------- | ----------- | ------------- | ------------- | ----------- | ----------- |
| 1                    | Philippe Dronsart*      |             | PS          | 3 947         | 23,13         |             |             |
| 1                    | Nathalie Montfort*      |             | PS          | 3 947         | 23,13         |             |             |
| 2                    | Arnaud Decagny          |             | UDI         | 4 750         | 27,83         | 9 211       | 57,66       |
| 2                    | Françoise del Piero     |             | UMP         | 4 750         | 27,83         | 9 211       | 57,66       |
| 3                    | Arnaud Beauquel         |             | FG          | 1 904         | 11,16         |             |             |
| 3                    | Fatiha Kacimi           |             | FG          | 1 904         | 11,16         |             |             |
| 4                    | Martine Dupont          |             | LO          | 607           | 3,56          |             |             |
| 4                    | Bruno Montmory          |             | LO          | 607           | 3,56          |             |             |
| 5                    | Louis-Armand de Béjarry |             | FN          | 5 857         | 34,32         | 6 764       | 42,34       |
| 5                    | Angelina Michaux        |             | FN          | 5 857         | 34,32         | 6 764       | 42,34       |
|                      |                         |             |             |               |               |             |             |
| Inscrits             | Inscrits                | Inscrits    | Inscrits    | 42 919        | 100,00        | 42 920      | 100,00      |
| Abstentions          | Abstentions             | Abstentions | Abstentions | 25 233        | 58,79         | 25 349      | 59,06       |
| Votants              | Votants                 | Votants     | Votants     | 17 686        | 41,21         | 17 571      | 40,94       |
| Blancs               | Blancs                  | Blancs      | Blancs      | 405           | 2,29          | 1 078       | 6,14        |
| Nuls                 | Nuls                    | Nuls        | Nuls        | 216           | 1,22          | 518         | 2,95        |
| Exprimés             | Exprimés                | Exprimés    | Exprimés    | 17 065        | 96,49         | 15 975      | 90,92       |
| * conseiller sortant |                         |             |             |               |               |             |             |

### Canton d'Orchies
Conseiller sortant : Jean-Luc Detavernier (DVD)
| Candidats            | Candidats                            | Partis      | Partis      | Premier tour | Premier tour | Second tour | Second tour |
| Candidats            | Candidats                            | Partis      | Partis      | Voix         | %            | Voix        | %           |
| -------------------- | ------------------------------------ | ----------- | ----------- | ------------ | ------------ | ----------- | ----------- |
| 1                    | Érick Charton*                       |             | PS          | 4 303        | 21,56        |             |             |
| 1                    | Marie-Christine Deghaye              |             | PS          | 4 303        | 21,56        |             |             |
| 2                    | Jean-Luc Detavernier*                |             | DVD         | 5 988        | 30           | 10 809      | 59,23       |
| 2                    | Marie-Hélène Quatrebœufs-Niklikowski |             | UMP         | 5 988        | 30           | 10 809      | 59,23       |
| 3                    | Freddy Kaczmarek                     |             | FG          | 2 609        | 13,07        |             |             |
| 3                    | Nadine Savary                        |             | FG          | 2 609        | 13,07        |             |             |
| 4                    | Suzanne Bisiaux                      |             | FN          | 6 689        | 33,51        | 7 439       | 40,77       |
| 4                    | Victor Guérin                        |             | FN          | 6 689        | 33,51        | 7 439       | 40,77       |
| 5                    | Mathieu Fauveau                      |             | DLF         | 370          | 1,85         |             |             |
| 5                    | Amandine Leclerc                     |             | DLF         | 370          | 1,85         |             |             |
|                      |                                      |             |             |              |              |             |             |
| Inscrits             | Inscrits                             | Inscrits    | Inscrits    | 40 427       | 100,00       | 40 428      | 100,00      |
| Abstentions          | Abstentions                          | Abstentions | Abstentions | 19 583       | 48,44        | 20 133      | 49,8        |
| Votants              | Votants                              | Votants     | Votants     | 20 844       | 51,56        | 20 295      | 50,2        |
| Blancs               | Blancs                               | Blancs      | Blancs      | 668          | 3,2          | 1 365       | 6,73        |
| Nuls                 | Nuls                                 | Nuls        | Nuls        | 217          | 1,04         | 682         | 3,36        |
| Exprimés             | Exprimés                             | Exprimés    | Exprimés    | 19 959       | 95,75        | 18 248      | 89,91       |
| * conseiller sortant |                                      |             |             |              |              |             |             |

Canton créé

### Canton de Roubaix-1
Canton créé
| Candidats            | Candidats           | Partis      | Partis      | Premier tour | Premier tour | Second tour | Second tour |
| Candidats            | Candidats           | Partis      | Partis      | Voix         | %            | Voix        | %           |
| -------------------- | ------------------- | ----------- | ----------- | ------------ | ------------ | ----------- | ----------- |
| 1                    | Max-André Pick      |             | UMP         | 3 233        | 29,12        | 7 660       | 71,15       |
| 1                    | Karima Zouggagh     |             | UDI         | 3 233        | 29,12        | 7 660       | 71,15       |
| 2                    | Christian Carlier   |             | EÉLV        | 868          | 7,82         |             |             |
| 2                    | Majdouline Sbaï     |             | EÉLV        | 868          | 7,82         |             |             |
| 3                    | David Guilbert      |             | DVD         | 514          | 4,63         |             |             |
| 3                    | Sauria Redjimi      |             | DVD         | 514          | 4,63         |             |             |
| 4                    | Elisabeth Beaugrand |             | DVD         | 675          | 6,08         |             |             |
| 4                    | Hassan Khobzaoui    |             | DVD         | 675          | 6,08         |             |             |
| 5                    | Jean-Pierre Legrand |             | FN          | 2 799        | 25,21        | 3 106       | 28,85       |
| 5                    | Astrid Leplat       |             | FN          | 2 799        | 25,21        | 3 106       | 28,85       |
| 6                    | Yann Merlevede      |             | FG          | 832          | 7,49         |             |             |
| 6                    | Élisabeth Valot     |             | FG          | 832          | 7,49         |             |             |
| 7                    | Sadia Pamart        |             | PS          | 2 180        | 19,64        |             |             |
| 7                    | Renaud Tardy*       |             | PS          | 2 180        | 19,64        |             |             |
|                      |                     |             |             |              |              |             |             |
| Inscrits             | Inscrits            | Inscrits    | Inscrits    | 34 889       | 100,00       | 34 889      | 100,00      |
| Abstentions          | Abstentions         | Abstentions | Abstentions | 23 270       | 66,7         | 23 256      | 66,66       |
| Votants              | Votants             | Votants     | Votants     | 11 619       | 33,3         | 11 633      | 33,34       |
| Blancs               | Blancs              | Blancs      | Blancs      | 365          | 3,14         | 596         | 5,12        |
| Nuls                 | Nuls                | Nuls        | Nuls        | 153          | 1,32         | 271         | 2,33        |
| Exprimés             | Exprimés            | Exprimés    | Exprimés    | 11 101       | 95,54        | 10 766      | 92,55       |
| * conseiller sortant |                     |             |             |              |              |             |             |

### Canton de Roubaix-2
Canton créé
| Candidats   | Candidats            | Partis      | Partis      | Premier tour | Premier tour | Second tour | Second tour |
| Candidats   | Candidats            | Partis      | Partis      | Voix         | %            | Voix        | %           |
| ----------- | -------------------- | ----------- | ----------- | ------------ | ------------ | ----------- | ----------- |
| 1           | Lasayn Messaoudi     |             | DVG         | 710          | 3,97         |             |             |
| 1           | Stacie Nypels        |             | DVG         | 710          | 3,97         |             |             |
| 2           | Henri Gadaut         |             | PS          | 5 024        | 28,06        | 9 902       | 52,72       |
| 2           | Catherine Osson      |             | PS          | 5 024        | 28,06        | 9 902       | 52,72       |
| 3           | Thierry Duel         |             | FG          | 1 294        | 7,23         |             |             |
| 3           | Christiane Fonfroide |             | FG          | 1 294        | 7,23         |             |             |
| 4           | Émeraude Bensahnoun  |             | UDI         | 3 135        | 17,51        |             |             |
| 4           | Emmanuel Oyez        |             | DVD         | 3 135        | 17,51        |             |             |
| 5           | Roger Ackermann      |             | FN          | 7 739        | 43,23        | 8 881       | 47,28       |
| 5           | Marie-Chantal Blain  |             | FN          | 7 739        | 43,23        | 8 881       | 47,28       |
|             |                      |             |             |              |              |             |             |
| Inscrits    | Inscrits             | Inscrits    | Inscrits    | 48 436       | 100,00       | 48 436      | 100,00      |
| Abstentions | Abstentions          | Abstentions | Abstentions | 29 605       | 61,12        | 28 245      | 58,31       |
| Votants     | Votants              | Votants     | Votants     | 18 831       | 38,88        | 20 191      | 41,69       |
| Blancs      | Blancs               | Blancs      | Blancs      | 634          | 3,37         | 1 074       | 5,32        |
| Nuls        | Nuls                 | Nuls        | Nuls        | 295          | 1,57         | 334         | 1,65        |
| Exprimés    | Exprimés             | Exprimés    | Exprimés    | 17 902       | 95,07        | 18 783      | 93,03       |

### Canton de Saint-Amand-les-Eaux
Canton créé
| Candidats            | Candidats             | Partis      | Partis      | Premier tour | Premier tour | Second tour | Second tour |
| Candidats            | Candidats             | Partis      | Partis      | Voix         | %            | Voix        | %           |
| -------------------- | --------------------- | ----------- | ----------- | ------------ | ------------ | ----------- | ----------- |
| 1                    | Salvatore Castiglione |             | UDI         | 4 141        | 20,81        |             |             |
| 1                    | Vanessa Williot       |             | UMP         | 4 141        | 20,81        |             |             |
| 2                    | Hélène Da Silva       |             | PCF         | 3 858        | 19,38        |             |             |
| 2                    | Aymeric Robin*        |             | PCF         | 3 858        | 19,38        |             |             |
| 3                    | Domitille Bigand      |             | FN          | 5 969        | 29,99        | 7 605       | 41,34       |
| 3                    | Cédric Wolski         |             | FN          | 5 969        | 29,99        | 7 605       | 41,34       |
| 4                    | Pascal Chavatte       |             | PS          | 1 269        | 6,38         |             |             |
| 4                    | Chantal Coupez        |             | PS          | 1 269        | 6,38         |             |             |
| 5                    | Claudine Derœux       |             | PCF         | 4 665        | 23,44        | 10 792      | 58,66       |
| 5                    | Éric Renaud           |             | PCF         | 4 665        | 23,44        | 10 792      | 58,66       |
|                      |                       |             |             |              |              |             |             |
| Inscrits             | Inscrits              | Inscrits    | Inscrits    | 44 987       | 100,00       | 44 987      | 100,00      |
| Abstentions          | Abstentions           | Abstentions | Abstentions | 24 343       | 54,11        | 25 036      | 55,65       |
| Votants              | Votants               | Votants     | Votants     | 20 644       | 45,89        | 19 951      | 44,35       |
| Blancs               | Blancs                | Blancs      | Blancs      | 504          | 2,44         | 1 058       | 5,3         |
| Nuls                 | Nuls                  | Nuls        | Nuls        | 238          | 1,15         | 496         | 2,49        |
| Exprimés             | Exprimés              | Exprimés    | Exprimés    | 19 902       | 96,41        | 18 397      | 92,21       |
| * conseiller sortant |                       |             |             |              |              |             |             |

### Canton de Sin-le-Noble
Canton créé
| Candidats            | Candidats              | Partis      | Partis      | Premier tour | Premier tour | Second tour | Second tour |
| Candidats            | Candidats              | Partis      | Partis      | Voix         | %            | Voix        | %           |
| -------------------- | ---------------------- | ----------- | ----------- | ------------ | ------------ | ----------- | ----------- |
| 1                    | Josyane Bridoux        |             | DVG         | 5 321        | 24,99        | 10 540      | 51,53       |
| 1                    | Frédéric Delannoy      |             | PS          | 5 321        | 24,99        | 10 540      | 51,53       |
| 2                    | Lucie Deblangy         |             | FN          | 8 115        | 38,11        | 9 913       | 48,47       |
| 2                    | Bruno Wosinski         |             | FN          | 8 115        | 38,11        | 9 913       | 48,47       |
| 3                    | Jocelyne Charlet       |             | MoDem       | 3 157        | 14,83        |             |             |
| 3                    | Samuel Vanlichtervelde |             | UDI         | 3 157        | 14,83        |             |             |
| 4                    | Michelle Blanquet      |             | FG          | 4 700        | 22,07        |             |             |
| 4                    | Alain Bruneel*         |             | FG          | 4 700        | 22,07        |             |             |
|                      |                        |             |             |              |              |             |             |
| Inscrits             | Inscrits               | Inscrits    | Inscrits    | 49 223       | 100,00       | 49 223      | 100,00      |
| Abstentions          | Abstentions            | Abstentions | Abstentions | 26 828       | 54,5         | 26 638      | 54,12       |
| Votants              | Votants                | Votants     | Votants     | 22 395       | 45,5         | 22 585      | 45,88       |
| Blancs               | Blancs                 | Blancs      | Blancs      | 770          | 3,44         | 1 487       | 6,58        |
| Nuls                 | Nuls                   | Nuls        | Nuls        | 332          | 1,48         | 645         | 2,86        |
| Exprimés             | Exprimés               | Exprimés    | Exprimés    | 21 293       | 95,08        | 20 453      | 90,56       |
| * conseiller sortant |                        |             |             |              |              |             |             |

### Canton de Templeuve
Canton créé
| Candidats            | Candidats             | Partis      | Partis      | Premier tour | Premier tour | Second tour | Second tour |
| Candidats            | Candidats             | Partis      | Partis      | Voix         | %            | Voix        | %           |
| -------------------- | --------------------- | ----------- | ----------- | ------------ | ------------ | ----------- | ----------- |
| 1                    | Frédéric Bernable     |             | EÉLV        | 1 848        | 5,93         |             |             |
| 1                    | Maryse Faber-Rossi    |             | EÉLV        | 1 848        | 5,93         |             |             |
| 2                    | Yannick Massiet       |             | FG          | 1 392        | 4,47         |             |             |
| 2                    | Liliane Mortier       |             | FG          | 1 392        | 4,47         |             |             |
| 3                    | Baptiste Ménard       |             | PS          | 4 871        | 15,63        |             |             |
| 3                    | Corinne Oberlé        |             | PS          | 4 871        | 15,63        |             |             |
| 4                    | Julie Ducroquet       |             | FN          | 7 968        | 25,56        | 8 993       | 31,62       |
| 4                    | Christian Fiquet      |             | FN          | 7 968        | 25,56        | 8 993       | 31,62       |
| 5                    | Joëlle Cottenye*      |             | UDI         | 9 981        | 32,02        | 19 444      | 68,38       |
| 5                    | Luc Monnet            |             | UMP         | 9 981        | 32,02        | 19 444      | 68,38       |
| 6                    | Nadège Bourghelle-Kos |             | DVD         | 5 113        | 16,40        |             |             |
| 6                    | Benjamin Dumortier    |             | DVD         | 5 113        | 16,40        |             |             |
|                      |                       |             |             |              |              |             |             |
| Inscrits             | Inscrits              | Inscrits    | Inscrits    | 57 934       | 100,00       | 57 935      | 100,00      |
| Abstentions          | Abstentions           | Abstentions | Abstentions | 25 747       | 44,44        | 26 654      | 46,01       |
| Votants              | Votants               | Votants     | Votants     | 32 187       | 55,56        | 31 281      | 53,99       |
| Blancs               | Blancs                | Blancs      | Blancs      | 762          | 2,37         | 2 006       | 6,41        |
| Nuls                 | Nuls                  | Nuls        | Nuls        | 252          | 0,78         | 838         | 2,68        |
| Exprimés             | Exprimés              | Exprimés    | Exprimés    | 31 173       | 96,85        | 28 437      | 90,91       |
| * conseiller sortant |                       |             |             |              |              |             |             |

### Canton de Tourcoing-1
Canton créé
| Candidats   | Candidats           | Partis      | Partis      | Premier tour | Premier tour | Second tour | Second tour |
| Candidats   | Candidats           | Partis      | Partis      | Voix         | %            | Voix        | %           |
| ----------- | ------------------- | ----------- | ----------- | ------------ | ------------ | ----------- | ----------- |
| 1           | Christophe Marécaux |             | FN          | 7 345        | 35,53        | 7527        | 38,88       |
| 1           | Virginie Rosez      |             | FN          | 7 345        | 35,53        | 7527        | 38,88       |
| 2           | Thierry Combas      |             | FG          | 1 249        | 6,04         |             |             |
| 2           | Jocelyne Lefebvre   |             | FG          | 1 249        | 6,04         |             |             |
| 3           | Jean-François Caron |             | PS          | 3 905        | 18,89        |             |             |
| 3           | Ingrid Desailly     |             | PS          | 3 905        | 18,89        |             |             |
| 4           | Hervé Dizy          |             | EÉLV        | 10           | 0,05         |             |             |
| 4           | Zakia Rezaiguia     |             | EÉLV        | 10           | 0,05         |             |             |
| 5           | Gustave Dassonville |             | UMP         | 8 164        | 39,49        | 11 832      | 61,12       |
| 5           | Marie Tonnerre      |             | UMP         | 8 164        | 39,49        | 11 832      | 61,12       |
|             |                     |             |             |              |              |             |             |
| Inscrits    | Inscrits            | Inscrits    | Inscrits    | 49 710       | 100,00       | 49 710      | 100,00      |
| Abstentions | Abstentions         | Abstentions | Abstentions | 28 079       | 56,49        | 28 445      | 57,22       |
| Votants     | Votants             | Votants     | Votants     | 21 631       | 43,51        | 21 265      | 42,78       |
| Blancs      | Blancs              | Blancs      | Blancs      | 666          | 3,08         | 1 393       | 6,55        |
| Nuls        | Nuls                | Nuls        | Nuls        | 292          | 1,35         | 513         | 2,41        |
| Exprimés    | Exprimés            | Exprimés    | Exprimés    | 20 673       | 95,57        | 19 359      | 91,04       |

### Canton de Tourcoing-2
Canton créé
| Candidats            | Candidats          | Partis      | Partis      | Premier tour | Premier tour | Second tour | Second tour |
| Candidats            | Candidats          | Partis      | Partis      | Voix         | %            | Voix        | %           |
| -------------------- | ------------------ | ----------- | ----------- | ------------ | ------------ | ----------- | ----------- |
| 1                    | Mansour Nechaf     |             | FRPG        | 684          | 4,07         |             |             |
| 1                    | Nathalie Willemetz |             | FRPG        | 684          | 4,07         |             |             |
| 2                    | Doriane Bécue      |             | UMP         | 5 761        | 34,24        | 10 180      | 68,13       |
| 2                    | Maxime Cabaye      |             | UMP         | 5 761        | 34,24        | 10 180      | 68,13       |
| 3                    | Jean-François Bloc |             | FN          | 4 601        | 27,34        | 4 763       | 31,87       |
| 3                    | Chantal Pollet     |             | FN          | 4 601        | 27,34        | 4 763       | 31,87       |
| 4                    | Olivier Descamps   |             | EÉLV        | 1 177        | 7,00         |             |             |
| 4                    | Valérie Duquesnoy  |             | EÉLV        | 1 177        | 7,00         |             |             |
| 5                    | Noëlla Arrachart   |             | FG          | 646          | 3,84         |             |             |
| 5                    | David Dubelloy     |             | FG          | 646          | 3,84         |             |             |
| 6                    | Zina Dahmani       |             | PS          | 3 957        | 23,52        |             |             |
| 6                    | Vincent Lannoo*    |             | PS          | 3 957        | 23,52        |             |             |
|                      |                    |             |             |              |              |             |             |
| Inscrits             | Inscrits           | Inscrits    | Inscrits    | 47 345       | 100,00       | 47 345      | 100,00      |
| Abstentions          | Abstentions        | Abstentions | Abstentions | 29 869       | 63,09        | 30 815      | 65,09       |
| Votants              | Votants            | Votants     | Votants     | 17 476       | 36,91        | 16 530      | 34,91       |
| Blancs               | Blancs             | Blancs      | Blancs      | 461          | 2,64         | 1 207       | 7,3         |
| Nuls                 | Nuls               | Nuls        | Nuls        | 189          | 1,08         | 380         | 2,3         |
| Exprimés             | Exprimés           | Exprimés    | Exprimés    | 16 826       | 96,28        | 14 943      | 90,4        |
| * conseiller sortant |                    |             |             |              |              |             |             |

### Canton de Valenciennes
Canton créé
| Candidats   | Candidats           | Partis      | Partis      | Premier tour | Premier tour | Second tour | Second tour |
| Candidats   | Candidats           | Partis      | Partis      | Voix         | %            | Voix        | %           |
| ----------- | ------------------- | ----------- | ----------- | ------------ | ------------ | ----------- | ----------- |
| 1           | Yves Dusart         |             | UMP         | 5 889        | 43,26        | 8 481       | 66,12       |
| 1           | Geneviève Mannarino |             | UDI         | 5 889        | 43,26        | 8 481       | 66,12       |
| 2           | Marc Calonne        |             | FN          | 4 070        | 29,90        | 4 345       | 33,88       |
| 2           | Valérie Caudron     |             | FN          | 4 070        | 29,90        | 4 345       | 33,88       |
| 3           | Pierre Marseguerra  |             | FG          | 1 411        | 10,37        |             |             |
| 3           | Carole Moreira      |             | FG          | 1 411        | 10,37        |             |             |
| 4           | Christine Laurent   |             | PS          | 2 243        | 16,48        |             |             |
| 4           | Laurent Rigal       |             | PRG         | 2 243        | 16,48        |             |             |
|             |                     |             |             |              |              |             |             |
| Inscrits    | Inscrits            | Inscrits    | Inscrits    | 33 065       | 100,00       | 33 065      | 100,00      |
| Abstentions | Abstentions         | Abstentions | Abstentions | 18 886       | 57,12        | 19 232      | 58,16       |
| Votants     | Votants             | Votants     | Votants     | 14 179       | 42,88        | 13 833      | 41,84       |
| Blancs      | Blancs              | Blancs      | Blancs      | 385          | 2,72         | 653         | 4,72        |
| Nuls        | Nuls                | Nuls        | Nuls        | 181          | 1,28         | 354         | 2,56        |
| Exprimés    | Exprimés            | Exprimés    | Exprimés    | 13 613       | 96,01        | 12 826      | 92,72       |

### Canton de Villeneuve-d'Ascq
Canton créé
| Candidats            | Candidats           | Partis      | Partis      | Premier tour | Premier tour | Second tour | Second tour |
| Candidats            | Candidats           | Partis      | Partis      | Voix         | %            | Voix        | %           |
| -------------------- | ------------------- | ----------- | ----------- | ------------ | ------------ | ----------- | ----------- |
| 1                    | Didier Manier*      |             | PS          | 6 673        | 31,01        | 10 197      | 52,38       |
| 1                    | Françoise Martin    |             | PS          | 6 673        | 31,01        | 10 197      | 52,38       |
| 2                    | Véronique Descamps  |             | FN          | 5 017        | 23,31        |             |             |
| 2                    | Pascal Reignier     |             | FN          | 5 017        | 23,31        |             |             |
| 3                    | Sophie Lefebvre     |             | UMP         | 5 814        | 27,02        | 9 270       | 47,62       |
| 3                    | Thierry Rolland     |             | DVD         | 5 814        | 27,02        | 9 270       | 47,62       |
| 4                    | Anne Betting        |             | ND          | 732          | 3,40         |             |             |
| 4                    | Xavier Roussel      |             | ND          | 732          | 3,40         |             |             |
| 5                    | Hélène Hardy        |             | EÉLV        | 1 903        | 8,84         |             |             |
| 5                    | Sandrine Rousseau   |             | EÉLV        | 1 903        | 8,84         |             |             |
| 6                    | Marie-Pierre Cauwet |             | FG          | 1 380        | 6,41         |             |             |
| 6                    | Dominique Lecomte   |             | FG          | 1 380        | 6,41         |             |             |
|                      |                     |             |             |              |              |             |             |
| Inscrits             | Inscrits            | Inscrits    | Inscrits    | 47 808       | 100,00       | 47 808      | 100,00      |
| Abstentions          | Abstentions         | Abstentions | Abstentions | 25 545       | 53,43        | 26 684      | 55,81       |
| Votants              | Votants             | Votants     | Votants     | 22 263       | 46,57        | 21 124      | 44,19       |
| Blancs               | Blancs              | Blancs      | Blancs      | 481          | 2,16         | 1 122       | 5,31        |
| Nuls                 | Nuls                | Nuls        | Nuls        | 263          | 1,18         | 535         | 2,53        |
| Exprimés             | Exprimés            | Exprimés    | Exprimés    | 21 519       | 96,66        | 19 467      | 92,16       |
| * conseiller sortant |                     |             |             |              |              |             |             |

### Canton de Wormhout
Conseiller sortant : Patrick Valois (DVD)
| Candidats            | Candidats             | Partis      | Partis      | Premier tour | Premier tour | Second tour | Second tour |
| Candidats            | Candidats             | Partis      | Partis      | Voix         | %            | Voix        | %           |
| -------------------- | --------------------- | ----------- | ----------- | ------------ | ------------ | ----------- | ----------- |
| 1                    | Christian Devos       |             | DVG         | 3 756        | 16,93        |             |             |
| 1                    | Marie-Colette Pladys  |             | FD          | 3 756        | 16,93        |             |             |
| 2                    | Jessica Dias Ferreira |             | FN          | 7 691        | 34,67        | 7 885       | 37,03       |
| 2                    | Gaston Lemaire        |             | FN          | 7 691        | 34,67        | 7 885       | 37,03       |
| 3                    | Patrick Valois*       |             | DVD         | 10 736       | 48,4         | 13 407      | 62,97       |
| 3                    | Anne Vanpeene         |             | DVD         | 10 736       | 48,4         | 13 407      | 62,97       |
|                      |                       |             |             |              |              |             |             |
| Inscrits             | Inscrits              | Inscrits    | Inscrits    | 41 238       | 100,00       | 41 238      | 100,00      |
| Abstentions          | Abstentions           | Abstentions | Abstentions | 17 771       | 43,09        | 18 254      | 44,26       |
| Votants              | Votants               | Votants     | Votants     | 23 467       | 56,91        | 22 984      | 55,74       |
| Blancs               | Blancs                | Blancs      | Blancs      | 871          | 3,71         | 1 179       | 5,13        |
| Nuls                 | Nuls                  | Nuls        | Nuls        | 413          | 1,76         | 513         | 2,23        |
| Exprimés             | Exprimés              | Exprimés    | Exprimés    | 22 183       | 94,53        | 21 292      | 92,64       |
| * conseiller sortant |                       |             |             |              |              |             |             |